# Llista d'asteroides (167001-168000)
Llista d'asteroides del 167001 al 168000, amb data de descoberta i descobridor. És un fragment de la llista d'asteroides completa. Als asteroides se'ls dona un número quan es confirma la seva òrbita, per tant apareixen llistats aproximadament segons la data de descobriment.
Contingut: 167001... 167101... 167201... 167301... 167401... 167501... 167601... 167701... 167801... 167901... 

| Nom               | Designació provisional | Data de descobriment   | Lloc de descobriment | Descobridor/s                                       |
| 167001-167100     | 167001-167100          | 167001-167100          | 167001-167100        | 167001-167100                                       |
| ----------------- | ---------------------- | ---------------------- | -------------------- | --------------------------------------------------- |
| 167001 -          | 2003 PO6               | 1 d'agost de 2003      | Socorro              | LINEAR                                              |
| 167002 -          | 2003 PD7               | 1 d'agost de 2003      | Haleakala            | NEAT                                                |
| 167003 -          | 2003 PD8               | 2 d'agost de 2003      | Haleakala            | NEAT                                                |
| 167004 -          | 2003 PV8               | 4 d'agost de 2003      | Socorro              | LINEAR                                              |
| 167005 -          | 2003 PY8               | 4 d'agost de 2003      | Socorro              | LINEAR                                              |
| 167006 -          | 2003 PY11              | 1 d'agost de 2003      | Socorro              | LINEAR                                              |
| 167007 -          | 2003 PZ11              | 4 d'agost de 2003      | Socorro              | LINEAR                                              |
| 167008 -          | 2003 PT12              | 1 d'agost de 2003      | Socorro              | LINEAR                                              |
| 167009 -          | 2003 QV3               | 18 d'agost de 2003     | Haleakala            | NEAT                                                |
| 167010 -          | 2003 QZ4               | 20 d'agost de 2003     | Campo Imperatore     | CINEOS                                              |
| 167011 -          | 2003 QP6               | 20 d'agost de 2003     | Campo Imperatore     | CINEOS                                              |
| 167012 -          | 2003 QF9               | 20 d'agost de 2003     | Campo Imperatore     | CINEOS                                              |
| 167013 -          | 2003 QV11              | 21 d'agost de 2003     | Palomar              | NEAT                                                |
| 167014 -          | 2003 QC21              | 22 d'agost de 2003     | Palomar              | NEAT                                                |
| 167015 -          | 2003 QF21              | 22 d'agost de 2003     | Palomar              | NEAT                                                |
| 167016 -          | 2003 QZ22              | 20 d'agost de 2003     | Palomar              | NEAT                                                |
| 167017 -          | 2003 QE23              | 20 d'agost de 2003     | Palomar              | NEAT                                                |
| 167018 -          | 2003 QS29              | 23 d'agost de 2003     | Piszkéstető          | Piszkéstető                                         |
| 167019 -          | 2003 QU31              | 21 d'agost de 2003     | Palomar              | NEAT                                                |
| 167020 -          | 2003 QH32              | 21 d'agost de 2003     | Palomar              | NEAT                                                |
| 167021 -          | 2003 QL32              | 21 d'agost de 2003     | Palomar              | NEAT                                                |
| 167022 -          | 2003 QL33              | 22 d'agost de 2003     | Palomar              | NEAT                                                |
| 167023 -          | 2003 QZ34              | 22 d'agost de 2003     | Socorro              | LINEAR                                              |
| 167024 -          | 2003 QU35              | 22 d'agost de 2003     | Palomar              | NEAT                                                |
| 167025 -          | 2003 QM36              | 22 d'agost de 2003     | Palomar              | NEAT                                                |
| 167026 -          | 2003 QA38              | 22 d'agost de 2003     | Socorro              | LINEAR                                              |
| 167027 -          | 2003 QB38              | 22 d'agost de 2003     | Socorro              | LINEAR                                              |
| 167028 -          | 2003 QM38              | 22 d'agost de 2003     | Socorro              | LINEAR                                              |
| 167029 -          | 2003 QJ39              | 22 d'agost de 2003     | Socorro              | LINEAR                                              |
| 167030 -          | 2003 QN39              | 22 d'agost de 2003     | Socorro              | LINEAR                                              |
| 167031 -          | 2003 QD40              | 22 d'agost de 2003     | Socorro              | LINEAR                                              |
| 167032 -          | 2003 QM41              | 22 d'agost de 2003     | Socorro              | LINEAR                                              |
| 167033 -          | 2003 QU42              | 22 d'agost de 2003     | Palomar              | NEAT                                                |
| 167034 -          | 2003 QA43              | 22 d'agost de 2003     | Palomar              | NEAT                                                |
| 167035 -          | 2003 QY44              | 23 d'agost de 2003     | Socorro              | LINEAR                                              |
| 167036 -          | 2003 QF45              | 23 d'agost de 2003     | Socorro              | LINEAR                                              |
| 167037 -          | 2003 QQ45              | 23 d'agost de 2003     | Palomar              | NEAT                                                |
| 167038 -          | 2003 QW49              | 22 d'agost de 2003     | Palomar              | NEAT                                                |
| 167039 -          | 2003 QA50              | 22 d'agost de 2003     | Palomar              | NEAT                                                |
| 167040 -          | 2003 QQ50              | 22 d'agost de 2003     | Haleakala            | NEAT                                                |
| 167041 -          | 2003 QB51              | 22 d'agost de 2003     | Palomar              | NEAT                                                |
| 167042 -          | 2003 QR51              | 23 d'agost de 2003     | Palomar              | NEAT                                                |
| 167043 -          | 2003 QD52              | 23 d'agost de 2003     | Palomar              | NEAT                                                |
| 167044 -          | 2003 QG53              | 23 d'agost de 2003     | Socorro              | LINEAR                                              |
| 167045 -          | 2003 QK53              | 23 d'agost de 2003     | Socorro              | LINEAR                                              |
| 167046 -          | 2003 QK54              | 23 d'agost de 2003     | Socorro              | LINEAR                                              |
| 167047 -          | 2003 QA56              | 23 d'agost de 2003     | Socorro              | LINEAR                                              |
| 167048 -          | 2003 QV56              | 23 d'agost de 2003     | Socorro              | LINEAR                                              |
| 167049 -          | 2003 QG57              | 23 d'agost de 2003     | Socorro              | LINEAR                                              |
| 167050 -          | 2003 QY57              | 23 d'agost de 2003     | Socorro              | LINEAR                                              |
| 167051 -          | 2003 QC63              | 23 d'agost de 2003     | Socorro              | LINEAR                                              |
| 167052 -          | 2003 QB67              | 23 d'agost de 2003     | Socorro              | LINEAR                                              |
| 167053 -          | 2003 QJ67              | 23 d'agost de 2003     | Socorro              | LINEAR                                              |
| 167054 -          | 2003 QM77              | 24 d'agost de 2003     | Socorro              | LINEAR                                              |
| 167055 -          | 2003 QF80              | 22 d'agost de 2003     | Palomar              | NEAT                                                |
| 167056 -          | 2003 QB82              | 23 d'agost de 2003     | Palomar              | NEAT                                                |
| 167057 -          | 2003 QC85              | 24 d'agost de 2003     | Socorro              | LINEAR                                              |
| 167058 -          | 2003 QT86              | 25 d'agost de 2003     | Socorro              | LINEAR                                              |
| 167059 -          | 2003 QN87              | 25 d'agost de 2003     | Socorro              | LINEAR                                              |
| 167060 -          | 2003 QZ87              | 25 d'agost de 2003     | Socorro              | LINEAR                                              |
| 167061 -          | 2003 QB88              | 25 d'agost de 2003     | Socorro              | LINEAR                                              |
| 167062 -          | 2003 QC88              | 25 d'agost de 2003     | Socorro              | LINEAR                                              |
| 167063 -          | 2003 QR93              | 28 d'agost de 2003     | Haleakala            | NEAT                                                |
| 167064 -          | 2003 QN94              | 28 d'agost de 2003     | Haleakala            | NEAT                                                |
| 167065 -          | 2003 QD102             | 31 d'agost de 2003     | Kitt Peak            | Spacewatch                                          |
| 167066 -          | 2003 QT105             | 30 d'agost de 2003     | Kitt Peak            | Spacewatch                                          |
| 167067 -          | 2003 QL108             | 31 d'agost de 2003     | Kitt Peak            | Spacewatch                                          |
| 167068 -          | 2003 QY109             | 28 d'agost de 2003     | Socorro              | LINEAR                                              |
| 167069 -          | 2003 RL1               | 2 de setembre de 2003  | Haleakala            | NEAT                                                |
| 167070 -          | 2003 RQ2               | 1 de setembre de 2003  | Socorro              | LINEAR                                              |
| 167071 -          | 2003 RR5               | 3 de setembre de 2003  | Socorro              | LINEAR                                              |
| 167072 -          | 2003 RS10              | 8 de setembre de 2003  | Haleakala            | NEAT                                                |
| 167073 -          | 2003 RG14              | 15 de setembre de 2003 | Kleť                 | M. Tichý                                            |
| 167074 -          | 2003 RN14              | 14 de setembre de 2003 | Haleakala            | NEAT                                                |
| 167075 -          | 2003 RY14              | 14 de setembre de 2003 | Palomar              | NEAT                                                |
| 167076 -          | 2003 RG18              | 15 de setembre de 2003 | Palomar              | NEAT                                                |
| 167077 -          | 2003 RZ19              | 15 de setembre de 2003 | Anderson Mesa        | LONEOS                                              |
| 167078 -          | 2003 RC20              | 15 de setembre de 2003 | Anderson Mesa        | LONEOS                                              |
| 167079 -          | 2003 RN21              | 13 de setembre de 2003 | Haleakala            | NEAT                                                |
| 167080 -          | 2003 RX21              | 13 de setembre de 2003 | Haleakala            | NEAT                                                |
| 167081 -          | 2003 RD22              | 14 de setembre de 2003 | Haleakala            | NEAT                                                |
| 167082 -          | 2003 RX22              | 3 de setembre de 2003  | Socorro              | LINEAR                                              |
| 167083 -          | 2003 RR25              | 15 de setembre de 2003 | Palomar              | NEAT                                                |
| 167084 -          | 2003 SF6               | 16 de setembre de 2003 | Kitt Peak            | Spacewatch                                          |
| 167085 -          | 2003 SC8               | 16 de setembre de 2003 | Kitt Peak            | Spacewatch                                          |
| 167086 -          | 2003 ST13              | 16 de setembre de 2003 | Kitt Peak            | Spacewatch                                          |
| 167087 -          | 2003 SD14              | 17 de setembre de 2003 | Kitt Peak            | Spacewatch                                          |
| 167088 -          | 2003 SX15              | 16 de setembre de 2003 | Kitt Peak            | Spacewatch                                          |
| 167089 -          | 2003 SA16              | 17 de setembre de 2003 | Kitt Peak            | Spacewatch                                          |
| 167090 -          | 2003 SK22              | 16 de setembre de 2003 | Kitt Peak            | Spacewatch                                          |
| 167091 -          | 2003 SN22              | 16 de setembre de 2003 | Kitt Peak            | Spacewatch                                          |
| 167092 -          | 2003 ST24              | 17 de setembre de 2003 | Haleakala            | NEAT                                                |
| 167093 -          | 2003 SS29              | 18 de setembre de 2003 | Palomar              | NEAT                                                |
| 167094 -          | 2003 SQ31              | 18 de setembre de 2003 | Kitt Peak            | Spacewatch                                          |
| 167095 -          | 2003 SH32              | 17 de setembre de 2003 | Palomar              | NEAT                                                |
| 167096 -          | 2003 SX32              | 18 de setembre de 2003 | Socorro              | LINEAR                                              |
| 167097 -          | 2003 SL33              | 16 de setembre de 2003 | Anderson Mesa        | LONEOS                                              |
| 167098 -          | 2003 SF37              | 16 de setembre de 2003 | Palomar              | NEAT                                                |
| 167099 -          | 2003 SP40              | 16 de setembre de 2003 | Palomar              | NEAT                                                |
| 167100 -          | 2003 ST43              | 16 de setembre de 2003 | Anderson Mesa        | LONEOS                                              |
| 167101-167200     |                        |                        |                      |                                                     |
| 167101 -          | 2003 ST46              | 16 de setembre de 2003 | Anderson Mesa        | LONEOS                                              |
| 167102 -          | 2003 SB47              | 16 de setembre de 2003 | Anderson Mesa        | LONEOS                                              |
| 167103 -          | 2003 SL50              | 18 de setembre de 2003 | Palomar              | NEAT                                                |
| 167104 -          | 2003 SB51              | 18 de setembre de 2003 | Palomar              | NEAT                                                |
| 167105 -          | 2003 SD52              | 18 de setembre de 2003 | Palomar              | NEAT                                                |
| 167106 -          | 2003 SS60              | 17 de setembre de 2003 | Kitt Peak            | Spacewatch                                          |
| 167107 -          | 2003 SK61              | 17 de setembre de 2003 | Socorro              | LINEAR                                              |
| 167108 -          | 2003 SX61              | 17 de setembre de 2003 | Socorro              | LINEAR                                              |
| 167109 -          | 2003 SK74              | 18 de setembre de 2003 | Kitt Peak            | Spacewatch                                          |
| 167110 -          | 2003 SG76              | 18 de setembre de 2003 | Kitt Peak            | Spacewatch                                          |
| 167111 -          | 2003 SU77              | 19 de setembre de 2003 | Kitt Peak            | Spacewatch                                          |
| 167112 -          | 2003 SH78              | 19 de setembre de 2003 | Kitt Peak            | Spacewatch                                          |
| 167113 Robertwick | 2003 SW78              | 19 de setembre de 2003 | Junk Bond            | Junk Bond                                           |
| 167114 -          | 2003 SM82              | 18 de setembre de 2003 | Socorro              | LINEAR                                              |
| 167115 -          | 2003 SU85              | 16 de setembre de 2003 | Kitt Peak            | Spacewatch                                          |
| 167116 -          | 2003 SE87              | 17 de setembre de 2003 | Socorro              | LINEAR                                              |
| 167117 -          | 2003 SF90              | 18 de setembre de 2003 | Socorro              | LINEAR                                              |
| 167118 -          | 2003 SG90              | 18 de setembre de 2003 | Socorro              | LINEAR                                              |
| 167119 -          | 2003 SW90              | 18 de setembre de 2003 | Socorro              | LINEAR                                              |
| 167120 -          | 2003 SR98              | 19 de setembre de 2003 | Haleakala            | NEAT                                                |
| 167121 -          | 2003 SZ122             | 18 de setembre de 2003 | Socorro              | LINEAR                                              |
| 167122 -          | 2003 SL123             | 18 de setembre de 2003 | Socorro              | LINEAR                                              |
| 167123 -          | 2003 SU124             | 18 de setembre de 2003 | Palomar              | NEAT                                                |
| 167124 -          | 2003 SB134             | 18 de setembre de 2003 | Socorro              | LINEAR                                              |
| 167125 -          | 2003 SZ137             | 19 de setembre de 2003 | Palomar              | NEAT                                                |
| 167126 -          | 2003 SS141             | 20 de setembre de 2003 | Campo Imperatore     | CINEOS                                              |
| 167127 -          | 2003 SX143             | 21 de setembre de 2003 | Socorro              | LINEAR                                              |
| 167128 -          | 2003 SK148             | 16 de setembre de 2003 | Socorro              | LINEAR                                              |
| 167129 -          | 2003 SO155             | 19 de setembre de 2003 | Anderson Mesa        | LONEOS                                              |
| 167130 -          | 2003 SL156             | 19 de setembre de 2003 | Anderson Mesa        | LONEOS                                              |
| 167131 -          | 2003 SR159             | 22 de setembre de 2003 | Kitt Peak            | Spacewatch                                          |
| 167132 -          | 2003 SX162             | 19 de setembre de 2003 | Kitt Peak            | Spacewatch                                          |
| 167133 -          | 2003 SS164             | 20 de setembre de 2003 | Anderson Mesa        | LONEOS                                              |
| 167134 -          | 2003 SF167             | 22 de setembre de 2003 | Socorro              | LINEAR                                              |
| 167135 -          | 2003 SE178             | 19 de setembre de 2003 | Palomar              | NEAT                                                |
| 167136 -          | 2003 SG178             | 19 de setembre de 2003 | Palomar              | NEAT                                                |
| 167137 -          | 2003 SS184             | 21 de setembre de 2003 | Kitt Peak            | Spacewatch                                          |
| 167138 -          | 2003 SP195             | 20 de setembre de 2003 | Palomar              | NEAT                                                |
| 167139 -          | 2003 SU195             | 20 de setembre de 2003 | Haleakala            | NEAT                                                |
| 167140 -          | 2003 SP196             | 20 de setembre de 2003 | Palomar              | NEAT                                                |
| 167141 -          | 2003 SZ196             | 21 de setembre de 2003 | Anderson Mesa        | LONEOS                                              |
| 167142 -          | 2003 SV199             | 21 de setembre de 2003 | Anderson Mesa        | LONEOS                                              |
| 167143 -          | 2003 SD200             | 21 de setembre de 2003 | Anderson Mesa        | LONEOS                                              |
| 167144 -          | 2003 SG200             | 25 de setembre de 2003 | Palomar              | NEAT                                                |
| 167145 -          | 2003 SS205             | 25 de setembre de 2003 | Haleakala            | NEAT                                                |
| 167146 -          | 2003 ST207             | 26 de setembre de 2003 | Socorro              | LINEAR                                              |
| 167147 -          | 2003 SZ207             | 26 de setembre de 2003 | Socorro              | LINEAR                                              |
| 167148 -          | 2003 SO208             | 23 de setembre de 2003 | Palomar              | NEAT                                                |
| 167149 -          | 2003 SR210             | 23 de setembre de 2003 | Palomar              | NEAT                                                |
| 167150 -          | 2003 SR211             | 25 de setembre de 2003 | Palomar              | NEAT                                                |
| 167151 -          | 2003 SH212             | 25 de setembre de 2003 | Palomar              | NEAT                                                |
| 167152 -          | 2003 SM213             | 26 de setembre de 2003 | Socorro              | LINEAR                                              |
| 167153 -          | 2003 SA218             | 27 de setembre de 2003 | Desert Eagle         | W. K. Y. Yeung                                      |
| 167154 -          | 2003 SC218             | 27 de setembre de 2003 | Desert Eagle         | W. K. Y. Yeung                                      |
| 167155 -          | 2003 SU218             | 28 de setembre de 2003 | Desert Eagle         | W. K. Y. Yeung                                      |
| 167156 -          | 2003 SA228             | 27 de setembre de 2003 | Socorro              | LINEAR                                              |
| 167157 -          | 2003 SA234             | 25 de setembre de 2003 | Palomar              | NEAT                                                |
| 167158 -          | 2003 SD235             | 26 de setembre de 2003 | Socorro              | LINEAR                                              |
| 167159 -          | 2003 SH235             | 27 de setembre de 2003 | Socorro              | LINEAR                                              |
| 167160 -          | 2003 SY238             | 27 de setembre de 2003 | Socorro              | LINEAR                                              |
| 167161 -          | 2003 SU244             | 26 de setembre de 2003 | Socorro              | LINEAR                                              |
| 167162 -          | 2003 SW246             | 26 de setembre de 2003 | Socorro              | LINEAR                                              |
| 167163 -          | 2003 SG247             | 26 de setembre de 2003 | Socorro              | LINEAR                                              |
| 167164 -          | 2003 ST247             | 26 de setembre de 2003 | Socorro              | LINEAR                                              |
| 167165 -          | 2003 SY247             | 26 de setembre de 2003 | Socorro              | LINEAR                                              |
| 167166 -          | 2003 SR248             | 26 de setembre de 2003 | Socorro              | LINEAR                                              |
| 167167 -          | 2003 SZ249             | 26 de setembre de 2003 | Socorro              | LINEAR                                              |
| 167168 -          | 2003 SP250             | 26 de setembre de 2003 | Socorro              | LINEAR                                              |
| 167169 -          | 2003 SH251             | 26 de setembre de 2003 | Socorro              | LINEAR                                              |
| 167170 -          | 2003 SC252             | 26 de setembre de 2003 | Socorro              | LINEAR                                              |
| 167171 -          | 2003 SP257             | 28 de setembre de 2003 | Socorro              | LINEAR                                              |
| 167172 -          | 2003 SV257             | 28 de setembre de 2003 | Socorro              | LINEAR                                              |
| 167173 -          | 2003 SN258             | 28 de setembre de 2003 | Kitt Peak            | Spacewatch                                          |
| 167174 -          | 2003 SL260             | 27 de setembre de 2003 | Kitt Peak            | Spacewatch                                          |
| 167175 -          | 2003 SO266             | 29 de setembre de 2003 | Socorro              | LINEAR                                              |
| 167176 -          | 2003 SO269             | 28 de setembre de 2003 | Goodricke-Pigott     | R. A. Tucker                                        |
| 167177 -          | 2003 SD271             | 25 de setembre de 2003 | Haleakala            | NEAT                                                |
| 167178 -          | 2003 SF272             | 27 de setembre de 2003 | Socorro              | LINEAR                                              |
| 167179 -          | 2003 SK273             | 27 de setembre de 2003 | Socorro              | LINEAR                                              |
| 167180 -          | 2003 SR273             | 28 de setembre de 2003 | Kitt Peak            | Spacewatch                                          |
| 167181 -          | 2003 SH277             | 30 de setembre de 2003 | Socorro              | LINEAR                                              |
| 167182 -          | 2003 SK281             | 19 de setembre de 2003 | Kitt Peak            | Spacewatch                                          |
| 167183 -          | 2003 SU284             | 20 de setembre de 2003 | Socorro              | LINEAR                                              |
| 167184 -          | 2003 SO286             | 21 de setembre de 2003 | Palomar              | NEAT                                                |
| 167185 -          | 2003 SZ287             | 30 de setembre de 2003 | Socorro              | LINEAR                                              |
| 167186 -          | 2003 SO288             | 28 de setembre de 2003 | Socorro              | LINEAR                                              |
| 167187 -          | 2003 SX294             | 28 de setembre de 2003 | Socorro              | LINEAR                                              |
| 167188 -          | 2003 SA295             | 28 de setembre de 2003 | Socorro              | LINEAR                                              |
| 167189 -          | 2003 SS299             | 30 de setembre de 2003 | Socorro              | LINEAR                                              |
| 167190 -          | 2003 SR302             | 17 de setembre de 2003 | Palomar              | NEAT                                                |
| 167191 -          | 2003 SQ306             | 30 de setembre de 2003 | Socorro              | LINEAR                                              |
| 167192 -          | 2003 SU309             | 27 de setembre de 2003 | Socorro              | LINEAR                                              |
| 167193 -          | 2003 SD322             | 27 de setembre de 2003 | Socorro              | LINEAR                                              |
| 167194 -          | 2003 SL322             | 28 de setembre de 2003 | Socorro              | LINEAR                                              |
| 167195 -          | 2003 TP1               | 2 d'octubre de 2003    | Kitt Peak            | Spacewatch                                          |
| 167196 -          | 2003 TN5               | 2 d'octubre de 2003    | Socorro              | LINEAR                                              |
| 167197 -          | 2003 TO5               | 2 d'octubre de 2003    | Socorro              | LINEAR                                              |
| 167198 -          | 2003 TV7               | 1 d'octubre de 2003    | Anderson Mesa        | LONEOS                                              |
| 167199 -          | 2003 TT14              | 14 d'octubre de 2003   | Anderson Mesa        | LONEOS                                              |
| 167200 -          | 2003 TO18              | 15 d'octubre de 2003   | Anderson Mesa        | LONEOS                                              |
| 167201-167300     |                        |                        |                      |                                                     |
| 167201 -          | 2003 TE20              | 14 d'octubre de 2003   | Palomar              | NEAT                                                |
| 167202 -          | 2003 TO20              | 14 d'octubre de 2003   | Palomar              | NEAT                                                |
| 167203 -          | 2003 TW20              | 15 d'octubre de 2003   | Anderson Mesa        | LONEOS                                              |
| 167204 -          | 2003 TO33              | 1 d'octubre de 2003    | Kitt Peak            | Spacewatch                                          |
| 167205 -          | 2003 TR43              | 2 d'octubre de 2003    | Kitt Peak            | Spacewatch                                          |
| 167206 -          | 2003 TP52              | 5 d'octubre de 2003    | Kitt Peak            | Spacewatch                                          |
| 167207 -          | 2003 UH1               | 16 d'octubre de 2003   | Palomar              | NEAT                                                |
| 167208 Lelekovice | 2003 UN7               | 17 d'octubre de 2003   | Ondřejov             | Ondřejov Observatory (P. Kušnirák and K. Hornoch †) |
| 167209 -          | 2003 UX13              | 16 d'octubre de 2003   | Palomar              | NEAT                                                |
| 167210 -          | 2003 UN14              | 16 d'octubre de 2003   | Kitt Peak            | Spacewatch                                          |
| 167211 -          | 2003 UO16              | 16 d'octubre de 2003   | Anderson Mesa        | LONEOS                                              |
| 167212 -          | 2003 UQ18              | 19 d'octubre de 2003   | Anderson Mesa        | LONEOS                                              |
| 167213 -          | 2003 UC19              | 20 d'octubre de 2003   | Palomar              | NEAT                                                |
| 167214 -          | 2003 UA22              | 22 d'octubre de 2003   | Anderson Mesa        | LONEOS                                              |
| 167215 -          | 2003 UC23              | 21 d'octubre de 2003   | Socorro              | LINEAR                                              |
| 167216 -          | 2003 UH26              | 24 d'octubre de 2003   | Haleakala            | NEAT                                                |
| 167217 -          | 2003 US28              | 21 d'octubre de 2003   | Anderson Mesa        | LONEOS                                              |
| 167218 -          | 2003 UY30              | 16 d'octubre de 2003   | Kitt Peak            | Spacewatch                                          |
| 167219 -          | 2003 UH31              | 16 d'octubre de 2003   | Kitt Peak            | Spacewatch                                          |
| 167220 -          | 2003 UQ32              | 16 d'octubre de 2003   | Kitt Peak            | Spacewatch                                          |
| 167221 -          | 2003 UA33              | 16 d'octubre de 2003   | Kitt Peak            | Spacewatch                                          |
| 167222 -          | 2003 UT39              | 16 d'octubre de 2003   | Kitt Peak            | Spacewatch                                          |
| 167223 -          | 2003 UE40              | 16 d'octubre de 2003   | Kitt Peak            | Spacewatch                                          |
| 167224 -          | 2003 UD41              | 16 d'octubre de 2003   | Anderson Mesa        | LONEOS                                              |
| 167225 -          | 2003 UJ45              | 18 d'octubre de 2003   | Kitt Peak            | Spacewatch                                          |
| 167226 -          | 2003 UP45              | 18 d'octubre de 2003   | Kitt Peak            | Spacewatch                                          |
| 167227 -          | 2003 UT47              | 18 d'octubre de 2003   | Anderson Mesa        | LONEOS                                              |
| 167228 -          | 2003 UF53              | 18 d'octubre de 2003   | Palomar              | NEAT                                                |
| 167229 -          | 2003 UM56              | 22 d'octubre de 2003   | Socorro              | LINEAR                                              |
| 167230 -          | 2003 UJ57              | 26 d'octubre de 2003   | Kvistaberg           | Uppsala-DLR Asteroid Survey                         |
| 167231 -          | 2003 UE58              | 16 d'octubre de 2003   | Kitt Peak            | Spacewatch                                          |
| 167232 -          | 2003 UC59              | 16 d'octubre de 2003   | Palomar              | NEAT                                                |
| 167233 -          | 2003 UX61              | 16 d'octubre de 2003   | Anderson Mesa        | LONEOS                                              |
| 167234 -          | 2003 UB63              | 16 d'octubre de 2003   | Palomar              | NEAT                                                |
| 167235 -          | 2003 UJ64              | 16 d'octubre de 2003   | Anderson Mesa        | LONEOS                                              |
| 167236 -          | 2003 UO64              | 16 d'octubre de 2003   | Palomar              | NEAT                                                |
| 167237 -          | 2003 UJ70              | 18 d'octubre de 2003   | Kitt Peak            | Spacewatch                                          |
| 167238 -          | 2003 UY73              | 16 d'octubre de 2003   | Palomar              | NEAT                                                |
| 167239 -          | 2003 UZ75              | 17 d'octubre de 2003   | Kitt Peak            | Spacewatch                                          |
| 167240 -          | 2003 UU81              | 18 d'octubre de 2003   | Kitt Peak            | Spacewatch                                          |
| 167241 -          | 2003 UC91              | 20 d'octubre de 2003   | Socorro              | LINEAR                                              |
| 167242 -          | 2003 US91              | 20 d'octubre de 2003   | Kitt Peak            | Spacewatch                                          |
| 167243 -          | 2003 UQ94              | 18 d'octubre de 2003   | Kitt Peak            | Spacewatch                                          |
| 167244 -          | 2003 UB95              | 18 d'octubre de 2003   | Kitt Peak            | Spacewatch                                          |
| 167245 -          | 2003 UR96              | 19 d'octubre de 2003   | Kitt Peak            | Spacewatch                                          |
| 167246 -          | 2003 UX96              | 19 d'octubre de 2003   | Kitt Peak            | Spacewatch                                          |
| 167247 -          | 2003 UU97              | 19 d'octubre de 2003   | Kitt Peak            | Spacewatch                                          |
| 167248 -          | 2003 UL99              | 19 d'octubre de 2003   | Anderson Mesa        | LONEOS                                              |
| 167249 -          | 2003 UP99              | 19 d'octubre de 2003   | Anderson Mesa        | LONEOS                                              |
| 167250 -          | 2003 UQ99              | 19 d'octubre de 2003   | Anderson Mesa        | LONEOS                                              |
| 167251 -          | 2003 UJ104             | 18 d'octubre de 2003   | Kitt Peak            | Spacewatch                                          |
| 167252 -          | 2003 UP109             | 19 d'octubre de 2003   | Kitt Peak            | Spacewatch                                          |
| 167253 -          | 2003 UY109             | 19 d'octubre de 2003   | Kitt Peak            | Spacewatch                                          |
| 167254 -          | 2003 UU113             | 20 d'octubre de 2003   | Socorro              | LINEAR                                              |
| 167255 -          | 2003 UT115             | 20 d'octubre de 2003   | Palomar              | NEAT                                                |
| 167256 -          | 2003 UE117             | 21 d'octubre de 2003   | Socorro              | LINEAR                                              |
| 167257 -          | 2003 UG118             | 17 d'octubre de 2003   | Anderson Mesa        | LONEOS                                              |
| 167258 -          | 2003 UH120             | 18 d'octubre de 2003   | Kitt Peak            | Spacewatch                                          |
| 167259 -          | 2003 UF121             | 18 d'octubre de 2003   | Palomar              | NEAT                                                |
| 167260 -          | 2003 UM122             | 19 d'octubre de 2003   | Kitt Peak            | Spacewatch                                          |
| 167261 -          | 2003 UT122             | 19 d'octubre de 2003   | Socorro              | LINEAR                                              |
| 167262 -          | 2003 UN123             | 19 d'octubre de 2003   | Kitt Peak            | Spacewatch                                          |
| 167263 -          | 2003 UC127             | 21 d'octubre de 2003   | Kitt Peak            | Spacewatch                                          |
| 167264 -          | 2003 UH127             | 21 d'octubre de 2003   | Kitt Peak            | Spacewatch                                          |
| 167265 -          | 2003 UH129             | 18 d'octubre de 2003   | Palomar              | NEAT                                                |
| 167266 -          | 2003 UN129             | 18 d'octubre de 2003   | Palomar              | NEAT                                                |
| 167267 -          | 2003 UW131             | 19 d'octubre de 2003   | Palomar              | NEAT                                                |
| 167268 -          | 2003 UN137             | 21 d'octubre de 2003   | Socorro              | LINEAR                                              |
| 167269 -          | 2003 UP142             | 18 d'octubre de 2003   | Anderson Mesa        | LONEOS                                              |
| 167270 -          | 2003 UQ146             | 18 d'octubre de 2003   | Anderson Mesa        | LONEOS                                              |
| 167271 -          | 2003 UY146             | 18 d'octubre de 2003   | Anderson Mesa        | LONEOS                                              |
| 167272 -          | 2003 UP147             | 18 d'octubre de 2003   | Kitt Peak            | Spacewatch                                          |
| 167273 -          | 2003 UK148             | 19 d'octubre de 2003   | Anderson Mesa        | LONEOS                                              |
| 167274 -          | 2003 UT148             | 19 d'octubre de 2003   | Kitt Peak            | Spacewatch                                          |
| 167275 -          | 2003 UU148             | 19 d'octubre de 2003   | Kitt Peak            | Spacewatch                                          |
| 167276 -          | 2003 UR150             | 20 d'octubre de 2003   | Kitt Peak            | Spacewatch                                          |
| 167277 -          | 2003 US150             | 21 d'octubre de 2003   | Kitt Peak            | Spacewatch                                          |
| 167278 -          | 2003 UZ161             | 21 d'octubre de 2003   | Socorro              | LINEAR                                              |
| 167279 -          | 2003 UD166             | 21 d'octubre de 2003   | Kitt Peak            | Spacewatch                                          |
| 167280 -          | 2003 UB168             | 22 d'octubre de 2003   | Socorro              | LINEAR                                              |
| 167281 -          | 2003 UB169             | 22 d'octubre de 2003   | Socorro              | LINEAR                                              |
| 167282 -          | 2003 UT169             | 22 d'octubre de 2003   | Socorro              | LINEAR                                              |
| 167283 -          | 2003 UH170             | 22 d'octubre de 2003   | Kitt Peak            | Spacewatch                                          |
| 167284 -          | 2003 UR175             | 21 d'octubre de 2003   | Palomar              | NEAT                                                |
| 167285 -          | 2003 UP180             | 21 d'octubre de 2003   | Socorro              | LINEAR                                              |
| 167286 -          | 2003 UZ180             | 21 d'octubre de 2003   | Kitt Peak            | Spacewatch                                          |
| 167287 -          | 2003 UF181             | 21 d'octubre de 2003   | Socorro              | LINEAR                                              |
| 167288 -          | 2003 US189             | 22 d'octubre de 2003   | Haleakala            | NEAT                                                |
| 167289 -          | 2003 UX195             | 20 d'octubre de 2003   | Kitt Peak            | Spacewatch                                          |
| 167290 -          | 2003 UU196             | 21 d'octubre de 2003   | Kitt Peak            | Spacewatch                                          |
| 167291 -          | 2003 UX199             | 21 d'octubre de 2003   | Socorro              | LINEAR                                              |
| 167292 -          | 2003 UD200             | 21 d'octubre de 2003   | Socorro              | LINEAR                                              |
| 167293 -          | 2003 UN205             | 22 d'octubre de 2003   | Socorro              | LINEAR                                              |
| 167294 -          | 2003 UB206             | 22 d'octubre de 2003   | Socorro              | LINEAR                                              |
| 167295 -          | 2003 UC209             | 23 d'octubre de 2003   | Kitt Peak            | Spacewatch                                          |
| 167296 -          | 2003 UF210             | 23 d'octubre de 2003   | Anderson Mesa        | LONEOS                                              |
| 167297 -          | 2003 UD211             | 23 d'octubre de 2003   | Kitt Peak            | Spacewatch                                          |
| 167298 -          | 2003 UA213             | 23 d'octubre de 2003   | Kitt Peak            | Spacewatch                                          |
| 167299 -          | 2003 UR215             | 21 d'octubre de 2003   | Kitt Peak            | Spacewatch                                          |
| 167300 -          | 2003 UV216             | 21 d'octubre de 2003   | Socorro              | LINEAR                                              |
| 167301-167400     |                        |                        |                      |                                                     |
| 167301 -          | 2003 UB217             | 21 d'octubre de 2003   | Palomar              | NEAT                                                |
| 167302 -          | 2003 UG218             | 21 d'octubre de 2003   | Socorro              | LINEAR                                              |
| 167303 -          | 2003 UJ222             | 22 d'octubre de 2003   | Socorro              | LINEAR                                              |
| 167304 -          | 2003 UE223             | 22 d'octubre de 2003   | Socorro              | LINEAR                                              |
| 167305 -          | 2003 UO227             | 23 d'octubre de 2003   | Kitt Peak            | Spacewatch                                          |
| 167306 -          | 2003 UU228             | 23 d'octubre de 2003   | Anderson Mesa        | LONEOS                                              |
| 167307 -          | 2003 UX232             | 24 d'octubre de 2003   | Socorro              | LINEAR                                              |
| 167308 -          | 2003 UD233             | 24 d'octubre de 2003   | Kitt Peak            | Spacewatch                                          |
| 167309 -          | 2003 UQ237             | 23 d'octubre de 2003   | Kitt Peak            | Spacewatch                                          |
| 167310 -          | 2003 UP238             | 24 d'octubre de 2003   | Socorro              | LINEAR                                              |
| 167311 -          | 2003 UE240             | 24 d'octubre de 2003   | Socorro              | LINEAR                                              |
| 167312 -          | 2003 UG240             | 24 d'octubre de 2003   | Socorro              | LINEAR                                              |
| 167313 -          | 2003 UV243             | 24 d'octubre de 2003   | Socorro              | LINEAR                                              |
| 167314 -          | 2003 UU246             | 24 d'octubre de 2003   | Socorro              | LINEAR                                              |
| 167315 -          | 2003 UA247             | 24 d'octubre de 2003   | Socorro              | LINEAR                                              |
| 167316 -          | 2003 UH247             | 24 d'octubre de 2003   | Socorro              | LINEAR                                              |
| 167317 -          | 2003 UD250             | 25 d'octubre de 2003   | Socorro              | LINEAR                                              |
| 167318 -          | 2003 UO252             | 26 d'octubre de 2003   | Kitt Peak            | Spacewatch                                          |
| 167319 -          | 2003 UH256             | 25 d'octubre de 2003   | Socorro              | LINEAR                                              |
| 167320 -          | 2003 UV257             | 25 d'octubre de 2003   | Socorro              | LINEAR                                              |
| 167321 -          | 2003 UO259             | 25 d'octubre de 2003   | Socorro              | LINEAR                                              |
| 167322 -          | 2003 UU259             | 25 d'octubre de 2003   | Socorro              | LINEAR                                              |
| 167323 -          | 2003 UE263             | 27 d'octubre de 2003   | Anderson Mesa        | LONEOS                                              |
| 167324 -          | 2003 UG263             | 27 d'octubre de 2003   | Anderson Mesa        | LONEOS                                              |
| 167325 -          | 2003 UM264             | 27 d'octubre de 2003   | Socorro              | LINEAR                                              |
| 167326 -          | 2003 UV267             | 28 d'octubre de 2003   | Socorro              | LINEAR                                              |
| 167327 -          | 2003 UU268             | 28 d'octubre de 2003   | Socorro              | LINEAR                                              |
| 167328 -          | 2003 UU270             | 17 d'octubre de 2003   | Palomar              | NEAT                                                |
| 167329 -          | 2003 UC275             | 29 d'octubre de 2003   | Socorro              | LINEAR                                              |
| 167330 -          | 2003 UT276             | 30 d'octubre de 2003   | Socorro              | LINEAR                                              |
| 167331 -          | 2003 UX276             | 30 d'octubre de 2003   | Socorro              | LINEAR                                              |
| 167332 -          | 2003 UG280             | 27 d'octubre de 2003   | Socorro              | LINEAR                                              |
| 167333 -          | 2003 UM280             | 27 d'octubre de 2003   | Socorro              | LINEAR                                              |
| 167334 -          | 2003 UF281             | 28 d'octubre de 2003   | Socorro              | LINEAR                                              |
| 167335 -          | 2003 UH283             | 29 d'octubre de 2003   | Anderson Mesa        | LONEOS                                              |
| 167336 -          | 2003 UA289             | 23 d'octubre de 2003   | Kitt Peak            | M. W. Buie                                          |
| 167337 -          | 2003 UY289             | 23 d'octubre de 2003   | Kitt Peak            | M. W. Buie                                          |
| 167338 -          | 2003 UR299             | 16 d'octubre de 2003   | Kitt Peak            | Spacewatch                                          |
| 167339 -          | 2003 UN308             | 19 d'octubre de 2003   | Kitt Peak            | Spacewatch                                          |
| 167340 -          | 2003 UT314             | 16 d'octubre de 2003   | Anderson Mesa        | LONEOS                                              |
| 167341 -          | 2003 VG                | 3 de novembre de 2003  | Piszkéstető          | Piszkéstető                                         |
| 167342 -          | 2003 VS1               | 1 de novembre de 2003  | Socorro              | LINEAR                                              |
| 167343 -          | 2003 VN7               | 15 de novembre de 2003 | Kitt Peak            | Spacewatch                                          |
| 167344 -          | 2003 VX7               | 9 de novembre de 2003  | Haleakala            | NEAT                                                |
| 167345 -          | 2003 VG8               | 14 de novembre de 2003 | Palomar              | NEAT                                                |
| 167346 -          | 2003 VU8               | 15 de novembre de 2003 | Kitt Peak            | Spacewatch                                          |
| 167347 -          | 2003 WZ5               | 18 de novembre de 2003 | Palomar              | NEAT                                                |
| 167348 -          | 2003 WV8               | 16 de novembre de 2003 | Kitt Peak            | Spacewatch                                          |
| 167349 -          | 2003 WA9               | 16 de novembre de 2003 | Kitt Peak            | Spacewatch                                          |
| 167350 -          | 2003 WL9               | 18 de novembre de 2003 | Kitt Peak            | Spacewatch                                          |
| 167351 -          | 2003 WY16              | 18 de novembre de 2003 | Palomar              | NEAT                                                |
| 167352 -          | 2003 WJ26              | 19 de novembre de 2003 | Palomar              | NEAT                                                |
| 167353 -          | 2003 WR27              | 16 de novembre de 2003 | Kitt Peak            | Spacewatch                                          |
| 167354 -          | 2003 WE28              | 16 de novembre de 2003 | Kitt Peak            | Spacewatch                                          |
| 167355 -          | 2003 WZ30              | 18 de novembre de 2003 | Palomar              | NEAT                                                |
| 167356 -          | 2003 WA32              | 18 de novembre de 2003 | Palomar              | NEAT                                                |
| 167357 -          | 2003 WM34              | 19 de novembre de 2003 | Kitt Peak            | Spacewatch                                          |
| 167358 -          | 2003 WD36              | 19 de novembre de 2003 | Kitt Peak            | Spacewatch                                          |
| 167359 -          | 2003 WN38              | 19 de novembre de 2003 | Socorro              | LINEAR                                              |
| 167360 -          | 2003 WQ40              | 19 de novembre de 2003 | Kitt Peak            | Spacewatch                                          |
| 167361 -          | 2003 WK42              | 21 de novembre de 2003 | Socorro              | LINEAR                                              |
| 167362 -          | 2003 WD45              | 19 de novembre de 2003 | Palomar              | NEAT                                                |
| 167363 -          | 2003 WH46              | 18 de novembre de 2003 | Catalina             | CSS                                                 |
| 167364 -          | 2003 WJ47              | 18 de novembre de 2003 | Palomar              | NEAT                                                |
| 167365 -          | 2003 WS48              | 19 de novembre de 2003 | Catalina             | CSS                                                 |
| 167366 -          | 2003 WL49              | 19 de novembre de 2003 | Socorro              | LINEAR                                              |
| 167367 -          | 2003 WQ54              | 20 de novembre de 2003 | Socorro              | LINEAR                                              |
| 167368 -          | 2003 WG58              | 18 de novembre de 2003 | Kitt Peak            | Spacewatch                                          |
| 167369 -          | 2003 WE60              | 18 de novembre de 2003 | Palomar              | NEAT                                                |
| 167370 -          | 2003 WB61              | 19 de novembre de 2003 | Kitt Peak            | Spacewatch                                          |
| 167371 -          | 2003 WC61              | 19 de novembre de 2003 | Kitt Peak            | Spacewatch                                          |
| 167372 -          | 2003 WK62              | 19 de novembre de 2003 | Kitt Peak            | Spacewatch                                          |
| 167373 -          | 2003 WM64              | 19 de novembre de 2003 | Kitt Peak            | Spacewatch                                          |
| 167374 -          | 2003 WM65              | 19 de novembre de 2003 | Kitt Peak            | Spacewatch                                          |
| 167375 -          | 2003 WF66              | 19 de novembre de 2003 | Socorro              | LINEAR                                              |
| 167376 -          | 2003 WH67              | 19 de novembre de 2003 | Kitt Peak            | Spacewatch                                          |
| 167377 -          | 2003 WJ67              | 19 de novembre de 2003 | Kitt Peak            | Spacewatch                                          |
| 167378 -          | 2003 WM67              | 19 de novembre de 2003 | Kitt Peak            | Spacewatch                                          |
| 167379 -          | 2003 WW67              | 19 de novembre de 2003 | Kitt Peak            | Spacewatch                                          |
| 167380 -          | 2003 WF68              | 19 de novembre de 2003 | Kitt Peak            | Spacewatch                                          |
| 167381 -          | 2003 WL72              | 20 de novembre de 2003 | Socorro              | LINEAR                                              |
| 167382 -          | 2003 WM72              | 20 de novembre de 2003 | Socorro              | LINEAR                                              |
| 167383 -          | 2003 WY73              | 20 de novembre de 2003 | Socorro              | LINEAR                                              |
| 167384 -          | 2003 WC75              | 20 de novembre de 2003 | Socorro              | LINEAR                                              |
| 167385 -          | 2003 WX78              | 20 de novembre de 2003 | Socorro              | LINEAR                                              |
| 167386 -          | 2003 WB79              | 20 de novembre de 2003 | Socorro              | LINEAR                                              |
| 167387 -          | 2003 WN80              | 20 de novembre de 2003 | Socorro              | LINEAR                                              |
| 167388 -          | 2003 WW84              | 19 de novembre de 2003 | Catalina             | CSS                                                 |
| 167389 -          | 2003 WN88              | 23 de novembre de 2003 | Needville            | Needville                                           |
| 167390 -          | 2003 WT88              | 16 de novembre de 2003 | Kitt Peak            | Spacewatch                                          |
| 167391 -          | 2003 WN91              | 18 de novembre de 2003 | Kitt Peak            | Spacewatch                                          |
| 167392 -          | 2003 WV93              | 19 de novembre de 2003 | Anderson Mesa        | LONEOS                                              |
| 167393 -          | 2003 WK95              | 19 de novembre de 2003 | Anderson Mesa        | LONEOS                                              |
| 167394 -          | 2003 WU95              | 19 de novembre de 2003 | Anderson Mesa        | LONEOS                                              |
| 167395 -          | 2003 WX96              | 19 de novembre de 2003 | Anderson Mesa        | LONEOS                                              |
| 167396 -          | 2003 WZ98              | 20 de novembre de 2003 | Socorro              | LINEAR                                              |
| 167397 -          | 2003 WL100             | 20 de novembre de 2003 | Socorro              | LINEAR                                              |
| 167398 -          | 2003 WN101             | 21 de novembre de 2003 | Catalina             | CSS                                                 |
| 167399 -          | 2003 WX101             | 21 de novembre de 2003 | Socorro              | LINEAR                                              |
| 167400 -          | 2003 WZ101             | 21 de novembre de 2003 | Socorro              | LINEAR                                              |
| 167401-167500     |                        |                        |                      |                                                     |
| 167401 -          | 2003 WS112             | 20 de novembre de 2003 | Socorro              | LINEAR                                              |
| 167402 -          | 2003 WB113             | 20 de novembre de 2003 | Socorro              | LINEAR                                              |
| 167403 -          | 2003 WK116             | 20 de novembre de 2003 | Socorro              | LINEAR                                              |
| 167404 -          | 2003 WL116             | 20 de novembre de 2003 | Socorro              | LINEAR                                              |
| 167405 -          | 2003 WP118             | 20 de novembre de 2003 | Socorro              | LINEAR                                              |
| 167406 -          | 2003 WU118             | 20 de novembre de 2003 | Socorro              | LINEAR                                              |
| 167407 -          | 2003 WH120             | 20 de novembre de 2003 | Socorro              | LINEAR                                              |
| 167408 -          | 2003 WH124             | 20 de novembre de 2003 | Socorro              | LINEAR                                              |
| 167409 -          | 2003 WO125             | 20 de novembre de 2003 | Socorro              | LINEAR                                              |
| 167410 -          | 2003 WB127             | 20 de novembre de 2003 | Socorro              | LINEAR                                              |
| 167411 -          | 2003 WW130             | 21 de novembre de 2003 | Palomar              | NEAT                                                |
| 167412 -          | 2003 WQ131             | 21 de novembre de 2003 | Palomar              | NEAT                                                |
| 167413 -          | 2003 WJ132             | 19 de novembre de 2003 | Kitt Peak            | Spacewatch                                          |
| 167414 -          | 2003 WA134             | 21 de novembre de 2003 | Socorro              | LINEAR                                              |
| 167415 -          | 2003 WZ134             | 21 de novembre de 2003 | Socorro              | LINEAR                                              |
| 167416 -          | 2003 WY135             | 21 de novembre de 2003 | Socorro              | LINEAR                                              |
| 167417 -          | 2003 WP139             | 21 de novembre de 2003 | Socorro              | LINEAR                                              |
| 167418 -          | 2003 WF141             | 21 de novembre de 2003 | Socorro              | LINEAR                                              |
| 167419 -          | 2003 WP141             | 21 de novembre de 2003 | Socorro              | LINEAR                                              |
| 167420 -          | 2003 WT143             | 20 de novembre de 2003 | Socorro              | LINEAR                                              |
| 167421 -          | 2003 WV143             | 20 de novembre de 2003 | Socorro              | LINEAR                                              |
| 167422 -          | 2003 WS148             | 24 de novembre de 2003 | Palomar              | NEAT                                                |
| 167423 -          | 2003 WH149             | 24 de novembre de 2003 | Palomar              | NEAT                                                |
| 167424 -          | 2003 WK150             | 24 de novembre de 2003 | Anderson Mesa        | LONEOS                                              |
| 167425 -          | 2003 WC153             | 26 de novembre de 2003 | Anderson Mesa        | LONEOS                                              |
| 167426 -          | 2003 WQ154             | 26 de novembre de 2003 | Kitt Peak            | Spacewatch                                          |
| 167427 -          | 2003 WP155             | 26 de novembre de 2003 | Kitt Peak            | Spacewatch                                          |
| 167428 -          | 2003 WQ155             | 26 de novembre de 2003 | Kitt Peak            | Spacewatch                                          |
| 167429 -          | 2003 WX157             | 28 de novembre de 2003 | Goodricke-Pigott     | R. A. Tucker                                        |
| 167430 -          | 2003 WW159             | 30 de novembre de 2003 | Kitt Peak            | Spacewatch                                          |
| 167431 -          | 2003 WM162             | 30 de novembre de 2003 | Kitt Peak            | Spacewatch                                          |
| 167432 -          | 2003 WD165             | 30 de novembre de 2003 | Kitt Peak            | Spacewatch                                          |
| 167433 -          | 2003 WW169             | 19 de novembre de 2003 | Palomar              | NEAT                                                |
| 167434 -          | 2003 WL170             | 20 de novembre de 2003 | Palomar              | NEAT                                                |
| 167435 -          | 2003 WO171             | 23 de novembre de 2003 | Anderson Mesa        | LONEOS                                              |
| 167436 -          | 2003 WU174             | 19 de novembre de 2003 | Anderson Mesa        | LONEOS                                              |
| 167437 -          | 2003 WL176             | 19 de novembre de 2003 | Socorro              | LINEAR                                              |
| 167438 -          | 2003 WL190             | 26 de novembre de 2003 | Socorro              | LINEAR                                              |
| 167439 -          | 2003 WF193             | 18 de novembre de 2003 | Kitt Peak            | Spacewatch                                          |
| 167440 -          | 2003 XT4               | 1 de desembre de 2003  | Socorro              | LINEAR                                              |
| 167441 -          | 2003 XC6               | 3 de desembre de 2003  | Socorro              | LINEAR                                              |
| 167442 -          | 2003 XG6               | 3 de desembre de 2003  | Socorro              | LINEAR                                              |
| 167443 -          | 2003 XX6               | 3 de desembre de 2003  | Anderson Mesa        | LONEOS                                              |
| 167444 -          | 2003 XK7               | 1 de desembre de 2003  | Socorro              | LINEAR                                              |
| 167445 -          | 2003 XL7               | 1 de desembre de 2003  | Socorro              | LINEAR                                              |
| 167446 -          | 2003 XH8               | 4 de desembre de 2003  | Socorro              | LINEAR                                              |
| 167447 -          | 2003 XQ8               | 4 de desembre de 2003  | Socorro              | LINEAR                                              |
| 167448 -          | 2003 XS8               | 4 de desembre de 2003  | Socorro              | LINEAR                                              |
| 167449 -          | 2003 XP9               | 4 de desembre de 2003  | Socorro              | LINEAR                                              |
| 167450 -          | 2003 XU9               | 4 de desembre de 2003  | Socorro              | LINEAR                                              |
| 167451 -          | 2003 XA10              | 4 de desembre de 2003  | Socorro              | LINEAR                                              |
| 167452 -          | 2003 XG17              | 14 de desembre de 2003 | Kitt Peak            | Spacewatch                                          |
| 167453 -          | 2003 XB25              | 1 de desembre de 2003  | Socorro              | LINEAR                                              |
| 167454 -          | 2003 XC37              | 3 de desembre de 2003  | Socorro              | LINEAR                                              |
| 167455 -          | 2003 XQ37              | 4 de desembre de 2003  | Socorro              | LINEAR                                              |
| 167456 -          | 2003 YP                | 16 de desembre de 2003 | Anderson Mesa        | LONEOS                                              |
| 167457 -          | 2003 YD3               | 17 de desembre de 2003 | Anderson Mesa        | LONEOS                                              |
| 167458 -          | 2003 YE3               | 18 de desembre de 2003 | Socorro              | LINEAR                                              |
| 167459 -          | 2003 YY6               | 17 de desembre de 2003 | Socorro              | LINEAR                                              |
| 167460 -          | 2003 YO7               | 18 de desembre de 2003 | Socorro              | LINEAR                                              |
| 167461 -          | 2003 YX15              | 17 de desembre de 2003 | Anderson Mesa        | LONEOS                                              |
| 167462 -          | 2003 YP16              | 17 de desembre de 2003 | Kitt Peak            | Spacewatch                                          |
| 167463 -          | 2003 YU20              | 17 de desembre de 2003 | Kitt Peak            | Spacewatch                                          |
| 167464 -          | 2003 YF21              | 17 de desembre de 2003 | Kitt Peak            | Spacewatch                                          |
| 167465 -          | 2003 YP21              | 17 de desembre de 2003 | Kitt Peak            | Spacewatch                                          |
| 167466 -          | 2003 YA24              | 17 de desembre de 2003 | Socorro              | LINEAR                                              |
| 167467 -          | 2003 YB27              | 16 de desembre de 2003 | Anderson Mesa        | LONEOS                                              |
| 167468 -          | 2003 YR28              | 17 de desembre de 2003 | Kitt Peak            | Spacewatch                                          |
| 167469 -          | 2003 YW33              | 17 de desembre de 2003 | Kitt Peak            | Spacewatch                                          |
| 167470 -          | 2003 YK35              | 19 de desembre de 2003 | Socorro              | LINEAR                                              |
| 167471 -          | 2003 YH40              | 19 de desembre de 2003 | Kitt Peak            | Spacewatch                                          |
| 167472 -          | 2003 YU41              | 19 de desembre de 2003 | Kitt Peak            | Spacewatch                                          |
| 167473 -          | 2003 YE42              | 19 de desembre de 2003 | Kitt Peak            | Spacewatch                                          |
| 167474 -          | 2003 YM42              | 19 de desembre de 2003 | Kitt Peak            | Spacewatch                                          |
| 167475 -          | 2003 YW44              | 19 de desembre de 2003 | Kitt Peak            | Spacewatch                                          |
| 167476 -          | 2003 YB51              | 18 de desembre de 2003 | Socorro              | LINEAR                                              |
| 167477 -          | 2003 YV51              | 18 de desembre de 2003 | Socorro              | LINEAR                                              |
| 167478 -          | 2003 YH52              | 18 de desembre de 2003 | Kitt Peak            | Spacewatch                                          |
| 167479 -          | 2003 YT53              | 19 de desembre de 2003 | Socorro              | LINEAR                                              |
| 167480 -          | 2003 YZ54              | 19 de desembre de 2003 | Socorro              | LINEAR                                              |
| 167481 -          | 2003 YF57              | 19 de desembre de 2003 | Socorro              | LINEAR                                              |
| 167482 -          | 2003 YH57              | 19 de desembre de 2003 | Socorro              | LINEAR                                              |
| 167483 -          | 2003 YR58              | 19 de desembre de 2003 | Socorro              | LINEAR                                              |
| 167484 -          | 2003 YJ63              | 19 de desembre de 2003 | Socorro              | LINEAR                                              |
| 167485 -          | 2003 YS63              | 19 de desembre de 2003 | Socorro              | LINEAR                                              |
| 167486 -          | 2003 YT64              | 19 de desembre de 2003 | Socorro              | LINEAR                                              |
| 167487 -          | 2003 YE65              | 19 de desembre de 2003 | Socorro              | LINEAR                                              |
| 167488 -          | 2003 YN66              | 20 de desembre de 2003 | Socorro              | LINEAR                                              |
| 167489 -          | 2003 YX70              | 18 de desembre de 2003 | Socorro              | LINEAR                                              |
| 167490 -          | 2003 YU71              | 18 de desembre de 2003 | Socorro              | LINEAR                                              |
| 167491 -          | 2003 YJ76              | 18 de desembre de 2003 | Socorro              | LINEAR                                              |
| 167492 -          | 2003 YF80              | 18 de desembre de 2003 | Socorro              | LINEAR                                              |
| 167493 -          | 2003 YJ83              | 18 de desembre de 2003 | Haleakala            | NEAT                                                |
| 167494 -          | 2003 YO83              | 19 de desembre de 2003 | Kitt Peak            | Spacewatch                                          |
| 167495 -          | 2003 YT83              | 19 de desembre de 2003 | Socorro              | LINEAR                                              |
| 167496 -          | 2003 YE84              | 19 de desembre de 2003 | Socorro              | LINEAR                                              |
| 167497 -          | 2003 YT84              | 19 de desembre de 2003 | Socorro              | LINEAR                                              |
| 167498 -          | 2003 YV85              | 19 de desembre de 2003 | Socorro              | LINEAR                                              |
| 167499 -          | 2003 YR87              | 19 de desembre de 2003 | Socorro              | LINEAR                                              |
| 167500 -          | 2003 YX88              | 19 de desembre de 2003 | Kitt Peak            | Spacewatch                                          |
| 167501-167600     |                        |                        |                      |                                                     |
| 167501 -          | 2003 YV89              | 19 de desembre de 2003 | Kitt Peak            | Spacewatch                                          |
| 167502 -          | 2003 YQ90              | 20 de desembre de 2003 | Socorro              | LINEAR                                              |
| 167503 -          | 2003 YF93              | 21 de desembre de 2003 | Socorro              | LINEAR                                              |
| 167504 -          | 2003 YW94              | 19 de desembre de 2003 | Socorro              | LINEAR                                              |
| 167505 -          | 2003 YM103             | 20 de desembre de 2003 | Socorro              | LINEAR                                              |
| 167506 -          | 2003 YB105             | 21 de desembre de 2003 | Catalina             | CSS                                                 |
| 167507 -          | 2003 YY105             | 22 de desembre de 2003 | Socorro              | LINEAR                                              |
| 167508 -          | 2003 YO107             | 17 de desembre de 2003 | Socorro              | LINEAR                                              |
| 167509 -          | 2003 YS113             | 23 de desembre de 2003 | Socorro              | LINEAR                                              |
| 167510 -          | 2003 YE114             | 25 de desembre de 2003 | Socorro              | LINEAR                                              |
| 167511 -          | 2003 YW115             | 27 de desembre de 2003 | Socorro              | LINEAR                                              |
| 167512 -          | 2003 YN122             | 27 de desembre de 2003 | Socorro              | LINEAR                                              |
| 167513 -          | 2003 YX128             | 27 de desembre de 2003 | Socorro              | LINEAR                                              |
| 167514 -          | 2003 YT131             | 28 de desembre de 2003 | Socorro              | LINEAR                                              |
| 167515 -          | 2003 YL138             | 27 de desembre de 2003 | Socorro              | LINEAR                                              |
| 167516 -          | 2003 YO138             | 27 de desembre de 2003 | Socorro              | LINEAR                                              |
| 167517 -          | 2003 YH139             | 28 de desembre de 2003 | Socorro              | LINEAR                                              |
| 167518 -          | 2003 YP139             | 28 de desembre de 2003 | Kitt Peak            | Spacewatch                                          |
| 167519 -          | 2003 YD140             | 28 de desembre de 2003 | Socorro              | LINEAR                                              |
| 167520 -          | 2003 YB142             | 28 de desembre de 2003 | Socorro              | LINEAR                                              |
| 167521 -          | 2003 YC147             | 29 de desembre de 2003 | Socorro              | LINEAR                                              |
| 167522 -          | 2003 YQ147             | 29 de desembre de 2003 | Socorro              | LINEAR                                              |
| 167523 -          | 2003 YX147             | 29 de desembre de 2003 | Socorro              | LINEAR                                              |
| 167524 -          | 2003 YZ147             | 29 de desembre de 2003 | Socorro              | LINEAR                                              |
| 167525 -          | 2003 YJ148             | 29 de desembre de 2003 | Catalina             | CSS                                                 |
| 167526 -          | 2003 YF150             | 29 de desembre de 2003 | Socorro              | LINEAR                                              |
| 167527 -          | 2003 YF151             | 29 de desembre de 2003 | Catalina             | CSS                                                 |
| 167528 -          | 2003 YO151             | 29 de desembre de 2003 | Catalina             | CSS                                                 |
| 167529 -          | 2003 YA153             | 29 de desembre de 2003 | Catalina             | CSS                                                 |
| 167530 -          | 2003 YV153             | 29 de desembre de 2003 | Catalina             | CSS                                                 |
| 167531 -          | 2003 YQ155             | 26 de desembre de 2003 | Haleakala            | NEAT                                                |
| 167532 -          | 2003 YX155             | 30 de desembre de 2003 | Socorro              | LINEAR                                              |
| 167533 -          | 2003 YB159             | 17 de desembre de 2003 | Socorro              | LINEAR                                              |
| 167534 -          | 2003 YF161             | 17 de desembre de 2003 | Kitt Peak            | Spacewatch                                          |
| 167535 -          | 2003 YO161             | 17 de desembre de 2003 | Socorro              | LINEAR                                              |
| 167536 -          | 2003 YE169             | 18 de desembre de 2003 | Socorro              | LINEAR                                              |
| 167537 -          | 2003 YX175             | 21 de desembre de 2003 | Catalina             | CSS                                                 |
| 167538 -          | 2004 AM1               | 12 de gener de 2004    | Palomar              | NEAT                                                |
| 167539 -          | 2004 AJ2               | 13 de gener de 2004    | Anderson Mesa        | LONEOS                                              |
| 167540 -          | 2004 AJ4               | 15 de gener de 2004    | Kitt Peak            | Spacewatch                                          |
| 167541 -          | 2004 AP5               | 13 de gener de 2004    | Anderson Mesa        | LONEOS                                              |
| 167542 -          | 2004 AQ6               | 15 de gener de 2004    | Kitt Peak            | Spacewatch                                          |
| 167543 -          | 2004 AV10              | 3 de gener de 2004     | Socorro              | LINEAR                                              |
| 167544 -          | 2004 AH11              | 12 de gener de 2004    | Palomar              | NEAT                                                |
| 167545 -          | 2004 AR12              | 13 de gener de 2004    | Kitt Peak            | Spacewatch                                          |
| 167546 -          | 2004 AG13              | 13 de gener de 2004    | Kitt Peak            | Spacewatch                                          |
| 167547 -          | 2004 AG16              | 15 de gener de 2004    | Kitt Peak            | Spacewatch                                          |
| 167548 -          | 2004 AR26              | 13 de gener de 2004    | Palomar              | NEAT                                                |
| 167549 -          | 2004 BR1               | 16 de gener de 2004    | Kitt Peak            | Spacewatch                                          |
| 167550 -          | 2004 BK3               | 16 de gener de 2004    | Palomar              | NEAT                                                |
| 167551 -          | 2004 BF9               | 17 de gener de 2004    | Palomar              | NEAT                                                |
| 167552 -          | 2004 BU9               | 16 de gener de 2004    | Palomar              | NEAT                                                |
| 167553 -          | 2004 BO13              | 17 de gener de 2004    | Palomar              | NEAT                                                |
| 167554 -          | 2004 BJ16              | 18 de gener de 2004    | Palomar              | NEAT                                                |
| 167555 -          | 2004 BL18              | 17 de gener de 2004    | Palomar              | NEAT                                                |
| 167556 -          | 2004 BZ23              | 19 de gener de 2004    | Anderson Mesa        | LONEOS                                              |
| 167557 -          | 2004 BR32              | 19 de gener de 2004    | Kitt Peak            | Spacewatch                                          |
| 167558 -          | 2004 BX35              | 19 de gener de 2004    | Kitt Peak            | Spacewatch                                          |
| 167559 -          | 2004 BL37              | 19 de gener de 2004    | Kitt Peak            | Spacewatch                                          |
| 167560 -          | 2004 BR37              | 19 de gener de 2004    | Kitt Peak            | Spacewatch                                          |
| 167561 -          | 2004 BX39              | 21 de gener de 2004    | Socorro              | LINEAR                                              |
| 167562 -          | 2004 BY40              | 21 de gener de 2004    | Socorro              | LINEAR                                              |
| 167563 -          | 2004 BT41              | 19 de gener de 2004    | Socorro              | LINEAR                                              |
| 167564 -          | 2004 BY41              | 19 de gener de 2004    | Catalina             | CSS                                                 |
| 167565 -          | 2004 BQ43              | 22 de gener de 2004    | Socorro              | LINEAR                                              |
| 167566 -          | 2004 BU45              | 21 de gener de 2004    | Socorro              | LINEAR                                              |
| 167567 -          | 2004 BA46              | 21 de gener de 2004    | Socorro              | LINEAR                                              |
| 167568 -          | 2004 BR48              | 21 de gener de 2004    | Socorro              | LINEAR                                              |
| 167569 -          | 2004 BG51              | 21 de gener de 2004    | Socorro              | LINEAR                                              |
| 167570 -          | 2004 BG52              | 21 de gener de 2004    | Socorro              | LINEAR                                              |
| 167571 -          | 2004 BQ52              | 21 de gener de 2004    | Socorro              | LINEAR                                              |
| 167572 -          | 2004 BD61              | 21 de gener de 2004    | Socorro              | LINEAR                                              |
| 167573 -          | 2004 BR61              | 22 de gener de 2004    | Socorro              | LINEAR                                              |
| 167574 -          | 2004 BW61              | 22 de gener de 2004    | Socorro              | LINEAR                                              |
| 167575 -          | 2004 BR62              | 22 de gener de 2004    | Socorro              | LINEAR                                              |
| 167576 -          | 2004 BQ69              | 19 de gener de 2004    | Anderson Mesa        | LONEOS                                              |
| 167577 -          | 2004 BK71              | 22 de gener de 2004    | Socorro              | LINEAR                                              |
| 167578 -          | 2004 BM72              | 23 de gener de 2004    | Socorro              | LINEAR                                              |
| 167579 -          | 2004 BF73              | 24 de gener de 2004    | Socorro              | LINEAR                                              |
| 167580 -          | 2004 BP76              | 25 de gener de 2004    | Haleakala            | NEAT                                                |
| 167581 -          | 2004 BV76              | 25 de gener de 2004    | Haleakala            | NEAT                                                |
| 167582 -          | 2004 BG82              | 27 de gener de 2004    | Anderson Mesa        | LONEOS                                              |
| 167583 -          | 2004 BY89              | 23 de gener de 2004    | Socorro              | LINEAR                                              |
| 167584 -          | 2004 BK90              | 24 de gener de 2004    | Socorro              | LINEAR                                              |
| 167585 -          | 2004 BY92              | 27 de gener de 2004    | Anderson Mesa        | LONEOS                                              |
| 167586 -          | 2004 BK94              | 28 de gener de 2004    | Socorro              | LINEAR                                              |
| 167587 -          | 2004 BF95              | 28 de gener de 2004    | Socorro              | LINEAR                                              |
| 167588 -          | 2004 BX100             | 28 de gener de 2004    | Kitt Peak            | Spacewatch                                          |
| 167589 -          | 2004 BQ104             | 23 de gener de 2004    | Socorro              | LINEAR                                              |
| 167590 -          | 2004 BR105             | 26 de gener de 2004    | Anderson Mesa        | LONEOS                                              |
| 167591 -          | 2004 BS105             | 26 de gener de 2004    | Anderson Mesa        | LONEOS                                              |
| 167592 -          | 2004 BR106             | 26 de gener de 2004    | Anderson Mesa        | LONEOS                                              |
| 167593 -          | 2004 BJ107             | 28 de gener de 2004    | Catalina             | CSS                                                 |
| 167594 -          | 2004 BD111             | 29 de gener de 2004    | Socorro              | LINEAR                                              |
| 167595 -          | 2004 BC112             | 24 de gener de 2004    | Socorro              | LINEAR                                              |
| 167596 -          | 2004 BL116             | 26 de gener de 2004    | Anderson Mesa        | LONEOS                                              |
| 167597 -          | 2004 BT116             | 27 de gener de 2004    | Catalina             | CSS                                                 |
| 167598 -          | 2004 BD117             | 28 de gener de 2004    | Catalina             | CSS                                                 |
| 167599 -          | 2004 BU117             | 29 de gener de 2004    | Socorro              | LINEAR                                              |
| 167600 -          | 2004 BW120             | 31 de gener de 2004    | Socorro              | LINEAR                                              |
| 167601-167700     |                        |                        |                      |                                                     |
| 167601 -          | 2004 BJ124             | 18 de gener de 2004    | Palomar              | NEAT                                                |
| 167602 -          | 2004 BW137             | 19 de gener de 2004    | Kitt Peak            | Spacewatch                                          |
| 167603 -          | 2004 BZ138             | 19 de gener de 2004    | Kitt Peak            | Spacewatch                                          |
| 167604 -          | 2004 BN146             | 22 de gener de 2004    | Socorro              | LINEAR                                              |
| 167605 -          | 2004 BA151             | 18 de gener de 2004    | Palomar              | NEAT                                                |
| 167606 -          | 2004 BZ151             | 18 de gener de 2004    | Palomar              | NEAT                                                |
| 167607 -          | 2004 BF157             | 28 de gener de 2004    | Kitt Peak            | Spacewatch                                          |
| 167608 -          | 2004 CB1               | 10 de febrer de 2004   | Socorro              | LINEAR                                              |
| 167609 -          | 2004 CD1               | 1 de febrer de 2004    | Catalina             | CSS                                                 |
| 167610 -          | 2004 CS1               | 11 de febrer de 2004   | Desert Eagle         | W. K. Y. Yeung                                      |
| 167611 -          | 2004 CN7               | 10 de febrer de 2004   | Nogales              | Tenagra II                                          |
| 167612 -          | 2004 CF9               | 11 de febrer de 2004   | Kitt Peak            | Spacewatch                                          |
| 167613 -          | 2004 CW9               | 11 de febrer de 2004   | Catalina             | CSS                                                 |
| 167614 -          | 2004 CJ12              | 11 de febrer de 2004   | Catalina             | CSS                                                 |
| 167615 -          | 2004 CK13              | 11 de febrer de 2004   | Palomar              | NEAT                                                |
| 167616 -          | 2004 CH15              | 11 de febrer de 2004   | Kitt Peak            | Spacewatch                                          |
| 167617 -          | 2004 CJ21              | 11 de febrer de 2004   | Anderson Mesa        | LONEOS                                              |
| 167618 -          | 2004 CV24              | 12 de febrer de 2004   | Palomar              | NEAT                                                |
| 167619 -          | 2004 CW34              | 13 de febrer de 2004   | Kitt Peak            | Spacewatch                                          |
| 167620 -          | 2004 CM35              | 11 de febrer de 2004   | Palomar              | NEAT                                                |
| 167621 -          | 2004 CU35              | 11 de febrer de 2004   | Catalina             | CSS                                                 |
| 167622 -          | 2004 CA44              | 12 de febrer de 2004   | Kitt Peak            | Spacewatch                                          |
| 167623 -          | 2004 CQ50              | 3 de febrer de 2004    | Haleakala            | NEAT                                                |
| 167624 -          | 2004 CP51              | 14 de febrer de 2004   | Palomar              | NEAT                                                |
| 167625 -          | 2004 CJ57              | 11 de febrer de 2004   | Palomar              | NEAT                                                |
| 167626 -          | 2004 CX60              | 11 de febrer de 2004   | Palomar              | NEAT                                                |
| 167627 -          | 2004 CD71              | 12 de febrer de 2004   | Kitt Peak            | Spacewatch                                          |
| 167628 -          | 2004 CS76              | 11 de febrer de 2004   | Palomar              | NEAT                                                |
| 167629 -          | 2004 CZ76              | 11 de febrer de 2004   | Catalina             | CSS                                                 |
| 167630 -          | 2004 CC79              | 11 de febrer de 2004   | Palomar              | NEAT                                                |
| 167631 -          | 2004 CE87              | 11 de febrer de 2004   | Palomar              | NEAT                                                |
| 167632 -          | 2004 CO94              | 12 de febrer de 2004   | Kitt Peak            | Spacewatch                                          |
| 167633 -          | 2004 CA107             | 14 de febrer de 2004   | Palomar              | NEAT                                                |
| 167634 -          | 2004 CQ111             | 13 de febrer de 2004   | Kitt Peak            | Spacewatch                                          |
| 167635 -          | 2004 CM113             | 13 de febrer de 2004   | Anderson Mesa        | LONEOS                                              |
| 167636 -          | 2004 CX113             | 13 de febrer de 2004   | Anderson Mesa        | LONEOS                                              |
| 167637 -          | 2004 CD114             | 13 de febrer de 2004   | Anderson Mesa        | LONEOS                                              |
| 167638 -          | 2004 CX119             | 12 de febrer de 2004   | Kitt Peak            | Spacewatch                                          |
| 167639 -          | 2004 CX126             | 13 de febrer de 2004   | Kitt Peak            | Spacewatch                                          |
| 167640 -          | 2004 DU                | 16 de febrer de 2004   | Kitt Peak            | Spacewatch                                          |
| 167641 -          | 2004 DH4               | 16 de febrer de 2004   | Socorro              | LINEAR                                              |
| 167642 -          | 2004 DK10              | 18 de febrer de 2004   | Desert Eagle         | W. K. Y. Yeung                                      |
| 167643 -          | 2004 DP14              | 16 de febrer de 2004   | Kitt Peak            | Spacewatch                                          |
| 167644 -          | 2004 DW18              | 16 de febrer de 2004   | Socorro              | LINEAR                                              |
| 167645 -          | 2004 DU29              | 17 de febrer de 2004   | Socorro              | LINEAR                                              |
| 167646 -          | 2004 DS31              | 17 de febrer de 2004   | Kitt Peak            | Spacewatch                                          |
| 167647 -          | 2004 DW37              | 19 de febrer de 2004   | Socorro              | LINEAR                                              |
| 167648 -          | 2004 DG41              | 18 de febrer de 2004   | Haleakala            | NEAT                                                |
| 167649 -          | 2004 DK43              | 23 de febrer de 2004   | Socorro              | LINEAR                                              |
| 167650 -          | 2004 DE48              | 19 de febrer de 2004   | Socorro              | LINEAR                                              |
| 167651 -          | 2004 DG49              | 19 de febrer de 2004   | Socorro              | LINEAR                                              |
| 167652 -          | 2004 DK50              | 23 de febrer de 2004   | Socorro              | LINEAR                                              |
| 167653 -          | 2004 DK57              | 23 de febrer de 2004   | Socorro              | LINEAR                                              |
| 167654 -          | 2004 EU3               | 10 de març de 2004     | Palomar              | NEAT                                                |
| 167655 -          | 2004 ED4               | 11 de març de 2004     | Palomar              | NEAT                                                |
| 167656 -          | 2004 EC7               | 12 de març de 2004     | Palomar              | NEAT                                                |
| 167657 -          | 2004 EY12              | 11 de març de 2004     | Palomar              | NEAT                                                |
| 167658 -          | 2004 EA15              | 11 de març de 2004     | Palomar              | NEAT                                                |
| 167659 -          | 2004 EO18              | 13 de març de 2004     | Palomar              | NEAT                                                |
| 167660 -          | 2004 EQ18              | 14 de març de 2004     | Socorro              | LINEAR                                              |
| 167661 -          | 2004 ED21              | 15 de març de 2004     | Kitt Peak            | Spacewatch                                          |
| 167662 -          | 2004 EG36              | 13 de març de 2004     | Palomar              | NEAT                                                |
| 167663 -          | 2004 EO40              | 15 de març de 2004     | Kitt Peak            | Spacewatch                                          |
| 167664 -          | 2004 EC59              | 15 de març de 2004     | Catalina             | CSS                                                 |
| 167665 -          | 2004 EL65              | 14 de març de 2004     | Socorro              | LINEAR                                              |
| 167666 -          | 2004 EM70              | 15 de març de 2004     | Kitt Peak            | Spacewatch                                          |
| 167667 -          | 2004 EK75              | 14 de març de 2004     | Kitt Peak            | Spacewatch                                          |
| 167668 -          | 2004 EQ77              | 15 de març de 2004     | Socorro              | LINEAR                                              |
| 167669 -          | 2004 EU84              | 15 de març de 2004     | Socorro              | LINEAR                                              |
| 167670 -          | 2004 EM85              | 15 de març de 2004     | Socorro              | LINEAR                                              |
| 167671 -          | 2004 FR4               | 19 de març de 2004     | Siding Spring        | Siding Spring                                       |
| 167672 -          | 2004 FM29              | 24 de març de 2004     | Bergisch Gladbach    | W. Bickel                                           |
| 167673 -          | 2004 FX32              | 16 de març de 2004     | Socorro              | LINEAR                                              |
| 167674 -          | 2004 FO33              | 16 de març de 2004     | Catalina             | CSS                                                 |
| 167675 -          | 2004 FJ98              | 23 de març de 2004     | Socorro              | LINEAR                                              |
| 167676 -          | 2004 FJ122             | 26 de març de 2004     | Socorro              | LINEAR                                              |
| 167677 -          | 2004 FA144             | 28 de març de 2004     | Haleakala            | NEAT                                                |
| 167678 -          | 2004 GC1               | 9 d'abril de 2004      | Catalina             | CSS                                                 |
| 167679 -          | 2004 GS9               | 10 d'abril de 2004     | Palomar              | NEAT                                                |
| 167680 -          | 2004 GY30              | 13 d'abril de 2004     | Kitt Peak            | Spacewatch                                          |
| 167681 -          | 2004 GS32              | 12 d'abril de 2004     | Palomar              | NEAT                                                |
| 167682 -          | 2004 HC4               | 16 d'abril de 2004     | Socorro              | LINEAR                                              |
| 167683 -          | 2004 HK20              | 22 d'abril de 2004     | Desert Eagle         | W. K. Y. Yeung                                      |
| 167684 -          | 2004 HY50              | 23 d'abril de 2004     | Siding Spring        | SSS                                                 |
| 167685 -          | 2004 JQ                | 9 de maig de 2004      | Catalina             | CSS                                                 |
| 167686 -          | 2004 JX23              | 14 de maig de 2004     | Campo Imperatore     | CINEOS                                              |
| 167687 -          | 2004 LX                | 9 de juny de 2004      | Anderson Mesa        | LONEOS                                              |
| 167688 -          | 2004 LZ10              | 9 de juny de 2004      | Siding Spring        | SSS                                                 |
| 167689 -          | 2004 OL                | 16 de juliol de 2004   | Socorro              | LINEAR                                              |
| 167690 -          | 2004 PT65              | 10 d'agost de 2004     | Anderson Mesa        | LONEOS                                              |
| 167691 -          | 2004 QG9               | 20 d'agost de 2004     | Siding Spring        | SSS                                                 |
| 167692 -          | 2004 QG17              | 25 d'agost de 2004     | Socorro              | LINEAR                                              |
| 167693 -          | 2004 QJ20              | 25 d'agost de 2004     | Socorro              | LINEAR                                              |
| 167694 -          | 2004 QZ20              | 20 d'agost de 2004     | Catalina             | CSS                                                 |
| 167695 -          | 2004 RH137             | 8 de setembre de 2004  | Socorro              | LINEAR                                              |
| 167696 -          | 2004 RF194             | 10 de setembre de 2004 | Socorro              | LINEAR                                              |
| 167697 -          | 2004 RO255             | 6 de setembre de 2004  | Palomar              | NEAT                                                |
| 167698 -          | 2004 SR4               | 17 de setembre de 2004 | Socorro              | LINEAR                                              |
| 167699 -          | 2004 SV49              | 22 de setembre de 2004 | Socorro              | LINEAR                                              |
| 167700 -          | 2004 SQ57              | 16 de setembre de 2004 | Anderson Mesa        | LONEOS                                              |
| 167701-167800     |                        |                        |                      |                                                     |
| 167701 -          | 2004 TM13              | 8 d'octubre de 2004    | Socorro              | LINEAR                                              |
| 167702 -          | 2004 TO34              | 4 d'octubre de 2004    | Kitt Peak            | Spacewatch                                          |
| 167703 -          | 2004 TJ38              | 4 d'octubre de 2004    | Kitt Peak            | Spacewatch                                          |
| 167704 -          | 2004 TE86              | 5 d'octubre de 2004    | Kitt Peak            | Spacewatch                                          |
| 167705 -          | 2004 TF132             | 7 d'octubre de 2004    | Anderson Mesa        | LONEOS                                              |
| 167706 -          | 2004 TS135             | 8 d'octubre de 2004    | Anderson Mesa        | LONEOS                                              |
| 167707 -          | 2004 TE148             | 6 d'octubre de 2004    | Kitt Peak            | Spacewatch                                          |
| 167708 -          | 2004 TL153             | 6 d'octubre de 2004    | Kitt Peak            | Spacewatch                                          |
| 167709 -          | 2004 TJ160             | 6 d'octubre de 2004    | Kitt Peak            | Spacewatch                                          |
| 167710 -          | 2004 TH171             | 8 d'octubre de 2004    | Socorro              | LINEAR                                              |
| 167711 -          | 2004 TT183             | 7 d'octubre de 2004    | Kitt Peak            | Spacewatch                                          |
| 167712 -          | 2004 TB205             | 7 d'octubre de 2004    | Kitt Peak            | Spacewatch                                          |
| 167713 -          | 2004 TX206             | 7 d'octubre de 2004    | Kitt Peak            | Spacewatch                                          |
| 167714 -          | 2004 TF208             | 7 d'octubre de 2004    | Kitt Peak            | Spacewatch                                          |
| 167715 -          | 2004 TY211             | 8 d'octubre de 2004    | Kitt Peak            | Spacewatch                                          |
| 167716 -          | 2004 TM213             | 8 d'octubre de 2004    | Kitt Peak            | Spacewatch                                          |
| 167717 -          | 2004 TM260             | 9 d'octubre de 2004    | Kitt Peak            | Spacewatch                                          |
| 167718 -          | 2004 TA274             | 9 d'octubre de 2004    | Kitt Peak            | Spacewatch                                          |
| 167719 -          | 2004 TO275             | 9 d'octubre de 2004    | Kitt Peak            | Spacewatch                                          |
| 167720 -          | 2004 TT323             | 11 d'octubre de 2004   | Kitt Peak            | Spacewatch                                          |
| 167721 -          | 2004 TY344             | 15 d'octubre de 2004   | Kitt Peak            | Spacewatch                                          |
| 167722 -          | 2004 TR351             | 10 d'octubre de 2004   | Kitt Peak            | Spacewatch                                          |
| 167723 -          | 2004 VE19              | 4 de novembre de 2004  | Kitt Peak            | Spacewatch                                          |
| 167724 -          | 2004 VG28              | 7 de novembre de 2004  | Socorro              | LINEAR                                              |
| 167725 -          | 2004 VT31              | 3 de novembre de 2004  | Kitt Peak            | Spacewatch                                          |
| 167726 -          | 2004 VQ44              | 4 de novembre de 2004  | Kitt Peak            | Spacewatch                                          |
| 167727 -          | 2004 VH79              | 3 de novembre de 2004  | Kitt Peak            | Spacewatch                                          |
| 167728 -          | 2004 VD86              | 10 de novembre de 2004 | Kitt Peak            | Spacewatch                                          |
| 167729 -          | 2004 VC91              | 3 de novembre de 2004  | Anderson Mesa        | LONEOS                                              |
| 167730 -          | 2004 WU5               | 19 de novembre de 2004 | Kitt Peak            | Spacewatch                                          |
| 167731 -          | 2004 XV1               | 1 de desembre de 2004  | Catalina             | CSS                                                 |
| 167732 -          | 2004 XW1               | 1 de desembre de 2004  | Catalina             | CSS                                                 |
| 167733 -          | 2004 XX12              | 8 de desembre de 2004  | Socorro              | LINEAR                                              |
| 167734 -          | 2004 XR13              | 8 de desembre de 2004  | Socorro              | LINEAR                                              |
| 167735 -          | 2004 XS13              | 8 de desembre de 2004  | Socorro              | LINEAR                                              |
| 167736 -          | 2004 XB22              | 8 de desembre de 2004  | Socorro              | LINEAR                                              |
| 167737 -          | 2004 XZ23              | 9 de desembre de 2004  | Socorro              | LINEAR                                              |
| 167738 -          | 2004 XD25              | 9 de desembre de 2004  | Catalina             | CSS                                                 |
| 167739 -          | 2004 XL25              | 9 de desembre de 2004  | Catalina             | CSS                                                 |
| 167740 -          | 2004 XQ25              | 9 de desembre de 2004  | Catalina             | CSS                                                 |
| 167741 -          | 2004 XY29              | 10 de desembre de 2004 | Socorro              | LINEAR                                              |
| 167742 -          | 2004 XL31              | 9 de desembre de 2004  | Catalina             | CSS                                                 |
| 167743 -          | 2004 XL32              | 10 de desembre de 2004 | Socorro              | LINEAR                                              |
| 167744 -          | 2004 XM34              | 11 de desembre de 2004 | Kitt Peak            | Spacewatch                                          |
| 167745 -          | 2004 XU34              | 11 de desembre de 2004 | Kitt Peak            | Spacewatch                                          |
| 167746 -          | 2004 XQ35              | 2 de desembre de 2004  | Kitt Peak            | Spacewatch                                          |
| 167747 -          | 2004 XF36              | 10 de desembre de 2004 | Socorro              | LINEAR                                              |
| 167748 -          | 2004 XB42              | 12 de desembre de 2004 | Jarnac               | Jarnac                                              |
| 167749 -          | 2004 XW56              | 10 de desembre de 2004 | Anderson Mesa        | LONEOS                                              |
| 167750 -          | 2004 XW61              | 10 de desembre de 2004 | Socorro              | LINEAR                                              |
| 167751 -          | 2004 XZ67              | 3 de desembre de 2004  | Kitt Peak            | Spacewatch                                          |
| 167752 -          | 2004 XP70              | 11 de desembre de 2004 | Socorro              | LINEAR                                              |
| 167753 -          | 2004 XG75              | 9 de desembre de 2004  | Kitt Peak            | Spacewatch                                          |
| 167754 -          | 2004 XL75              | 9 de desembre de 2004  | Catalina             | CSS                                                 |
| 167755 -          | 2004 XN75              | 9 de desembre de 2004  | Catalina             | CSS                                                 |
| 167756 -          | 2004 XM85              | 12 de desembre de 2004 | Kitt Peak            | Spacewatch                                          |
| 167757 -          | 2004 XW99              | 12 de desembre de 2004 | Kitt Peak            | Spacewatch                                          |
| 167758 -          | 2004 XT107             | 11 de desembre de 2004 | Socorro              | LINEAR                                              |
| 167759 -          | 2004 XQ109             | 13 de desembre de 2004 | Kitt Peak            | Spacewatch                                          |
| 167760 -          | 2004 XQ131             | 11 de desembre de 2004 | Socorro              | LINEAR                                              |
| 167761 -          | 2004 XD132             | 11 de desembre de 2004 | Socorro              | LINEAR                                              |
| 167762 -          | 2004 XX139             | 13 de desembre de 2004 | Kitt Peak            | Spacewatch                                          |
| 167763 -          | 2004 XM141             | 14 de desembre de 2004 | Socorro              | LINEAR                                              |
| 167764 -          | 2004 XS145             | 14 de desembre de 2004 | Socorro              | LINEAR                                              |
| 167765 -          | 2004 XS176             | 11 de desembre de 2004 | Socorro              | LINEAR                                              |
| 167766 -          | 2004 XS186             | 15 de desembre de 2004 | Kitt Peak            | Spacewatch                                          |
| 167767 -          | 2004 YF19              | 18 de desembre de 2004 | Mount Lemmon         | Mount Lemmon Survey                                 |
| 167768 -          | 2004 YL21              | 18 de desembre de 2004 | Mount Lemmon         | Mount Lemmon Survey                                 |
| 167769 -          | 2004 YW22              | 18 de desembre de 2004 | Mount Lemmon         | Mount Lemmon Survey                                 |
| 167770 -          | 2004 YM33              | 16 de desembre de 2004 | Anderson Mesa        | LONEOS                                              |
| 167771 -          | 2005 AF1               | 1 de gener de 2005     | Catalina             | CSS                                                 |
| 167772 -          | 2005 AM2               | 6 de gener de 2005     | Catalina             | CSS                                                 |
| 167773 -          | 2005 AP7               | 6 de gener de 2005     | Catalina             | CSS                                                 |
| 167774 -          | 2005 AH8               | 6 de gener de 2005     | Catalina             | CSS                                                 |
| 167775 -          | 2005 AM11              | 1 de gener de 2005     | Catalina             | CSS                                                 |
| 167776 -          | 2005 AR15              | 6 de gener de 2005     | Socorro              | LINEAR                                              |
| 167777 -          | 2005 AC16              | 6 de gener de 2005     | Socorro              | LINEAR                                              |
| 167778 -          | 2005 AG16              | 6 de gener de 2005     | Socorro              | LINEAR                                              |
| 167779 -          | 2005 AT16              | 6 de gener de 2005     | Socorro              | LINEAR                                              |
| 167780 -          | 2005 AN17              | 6 de gener de 2005     | Socorro              | LINEAR                                              |
| 167781 -          | 2005 AY18              | 7 de gener de 2005     | Socorro              | LINEAR                                              |
| 167782 -          | 2005 AF21              | 6 de gener de 2005     | Catalina             | CSS                                                 |
| 167783 -          | 2005 AC22              | 6 de gener de 2005     | Socorro              | LINEAR                                              |
| 167784 -          | 2005 AE31              | 11 de gener de 2005    | Socorro              | LINEAR                                              |
| 167785 -          | 2005 AT31              | 11 de gener de 2005    | Socorro              | LINEAR                                              |
| 167786 -          | 2005 AO32              | 11 de gener de 2005    | Socorro              | LINEAR                                              |
| 167787 -          | 2005 AT33              | 13 de gener de 2005    | Kitt Peak            | Spacewatch                                          |
| 167788 -          | 2005 AL36              | 13 de gener de 2005    | Socorro              | LINEAR                                              |
| 167789 -          | 2005 AC39              | 13 de gener de 2005    | Kitt Peak            | Spacewatch                                          |
| 167790 -          | 2005 AU39              | 13 de gener de 2005    | Kitt Peak            | Spacewatch                                          |
| 167791 -          | 2005 AM41              | 15 de gener de 2005    | Socorro              | LINEAR                                              |
| 167792 -          | 2005 AK43              | 15 de gener de 2005    | Socorro              | LINEAR                                              |
| 167793 -          | 2005 AO45              | 14 de gener de 2005    | Bergisch Gladbach    | W. Bickel                                           |
| 167794 -          | 2005 AM48              | 13 de gener de 2005    | Kitt Peak            | Spacewatch                                          |
| 167795 -          | 2005 AU53              | 13 de gener de 2005    | Kitt Peak            | Spacewatch                                          |
| 167796 -          | 2005 AP68              | 13 de gener de 2005    | Catalina             | CSS                                                 |
| 167797 -          | 2005 AS72              | 15 de gener de 2005    | Kitt Peak            | Spacewatch                                          |
| 167798 -          | 2005 AF81              | 15 de gener de 2005    | Kitt Peak            | Spacewatch                                          |
| 167799 -          | 2005 AQ81              | 11 de gener de 2005    | Socorro              | LINEAR                                              |
| 167800 -          | 2005 BT5               | 16 de gener de 2005    | Socorro              | LINEAR                                              |
| 167801-167900     |                        |                        |                      |                                                     |
| 167801 -          | 2005 BG8               | 16 de gener de 2005    | Socorro              | LINEAR                                              |
| 167802 -          | 2005 BB9               | 16 de gener de 2005    | Socorro              | LINEAR                                              |
| 167803 -          | 2005 BH10              | 16 de gener de 2005    | Kitt Peak            | Spacewatch                                          |
| 167804 -          | 2005 BC11              | 16 de gener de 2005    | Kitt Peak            | Spacewatch                                          |
| 167805 -          | 2005 BK11              | 16 de gener de 2005    | Kitt Peak            | Spacewatch                                          |
| 167806 -          | 2005 BK18              | 16 de gener de 2005    | Socorro              | LINEAR                                              |
| 167807 -          | 2005 BD19              | 16 de gener de 2005    | Socorro              | LINEAR                                              |
| 167808 -          | 2005 BE21              | 16 de gener de 2005    | Socorro              | LINEAR                                              |
| 167809 -          | 2005 BK21              | 16 de gener de 2005    | Socorro              | LINEAR                                              |
| 167810 -          | 2005 BN21              | 16 de gener de 2005    | Kitt Peak            | Spacewatch                                          |
| 167811 -          | 2005 BX25              | 18 de gener de 2005    | Catalina             | CSS                                                 |
| 167812 -          | 2005 CG                | 1 de febrer de 2005    | Goodricke-Pigott     | R. A. Tucker                                        |
| 167813 -          | 2005 CP2               | 1 de febrer de 2005    | Catalina             | CSS                                                 |
| 167814 -          | 2005 CF5               | 1 de febrer de 2005    | Kitt Peak            | Spacewatch                                          |
| 167815 -          | 2005 CQ5               | 1 de febrer de 2005    | Palomar              | NEAT                                                |
| 167816 -          | 2005 CW5               | 1 de febrer de 2005    | Kitt Peak            | Spacewatch                                          |
| 167817 -          | 2005 CY5               | 1 de febrer de 2005    | Kitt Peak            | Spacewatch                                          |
| 167818 -          | 2005 CH8               | 1 de febrer de 2005    | Catalina             | CSS                                                 |
| 167819 -          | 2005 CQ8               | 1 de febrer de 2005    | Palomar              | NEAT                                                |
| 167820 -          | 2005 CW8               | 1 de febrer de 2005    | Catalina             | CSS                                                 |
| 167821 -          | 2005 CS11              | 1 de febrer de 2005    | Catalina             | CSS                                                 |
| 167822 -          | 2005 CV11              | 1 de febrer de 2005    | Catalina             | CSS                                                 |
| 167823 -          | 2005 CK16              | 2 de febrer de 2005    | Socorro              | LINEAR                                              |
| 167824 -          | 2005 CJ17              | 2 de febrer de 2005    | Socorro              | LINEAR                                              |
| 167825 -          | 2005 CL18              | 2 de febrer de 2005    | Catalina             | CSS                                                 |
| 167826 -          | 2005 CV20              | 2 de febrer de 2005    | Catalina             | CSS                                                 |
| 167827 -          | 2005 CA27              | 1 de febrer de 2005    | Kitt Peak            | Spacewatch                                          |
| 167828 -          | 2005 CC27              | 1 de febrer de 2005    | Palomar              | NEAT                                                |
| 167829 -          | 2005 CH27              | 2 de febrer de 2005    | Socorro              | LINEAR                                              |
| 167830 -          | 2005 CA28              | 3 de febrer de 2005    | Palomar              | NEAT                                                |
| 167831 -          | 2005 CY42              | 2 de febrer de 2005    | Socorro              | LINEAR                                              |
| 167832 -          | 2005 CJ43              | 2 de febrer de 2005    | Catalina             | CSS                                                 |
| 167833 -          | 2005 CB44              | 2 de febrer de 2005    | Kitt Peak            | Spacewatch                                          |
| 167834 -          | 2005 CJ47              | 2 de febrer de 2005    | Kitt Peak            | Spacewatch                                          |
| 167835 -          | 2005 CR47              | 2 de febrer de 2005    | Kitt Peak            | Spacewatch                                          |
| 167836 -          | 2005 CT47              | 2 de febrer de 2005    | Kitt Peak            | Spacewatch                                          |
| 167837 -          | 2005 CJ50              | 2 de febrer de 2005    | Socorro              | LINEAR                                              |
| 167838 -          | 2005 CY51              | 2 de febrer de 2005    | Catalina             | CSS                                                 |
| 167839 -          | 2005 CN59              | 2 de febrer de 2005    | Socorro              | LINEAR                                              |
| 167840 -          | 2005 CQ60              | 4 de febrer de 2005    | Kitt Peak            | Spacewatch                                          |
| 167841 -          | 2005 CP63              | 9 de febrer de 2005    | Kitt Peak            | Spacewatch                                          |
| 167842 -          | 2005 CV63              | 9 de febrer de 2005    | Anderson Mesa        | LONEOS                                              |
| 167843 -          | 2005 CT64              | 9 de febrer de 2005    | Mount Lemmon         | Mount Lemmon Survey                                 |
| 167844 -          | 2005 CC68              | 2 de febrer de 2005    | Palomar              | NEAT                                                |
| 167845 -          | 2005 CE68              | 2 de febrer de 2005    | Catalina             | CSS                                                 |
| 167846 -          | 2005 CH68              | 2 de febrer de 2005    | Catalina             | CSS                                                 |
| 167847 -          | 2005 CM74              | 2 de febrer de 2005    | Palomar              | NEAT                                                |
| 167848 -          | 2005 CR75              | 2 de febrer de 2005    | Socorro              | LINEAR                                              |
| 167849 -          | 2005 CS75              | 2 de febrer de 2005    | Socorro              | LINEAR                                              |
| 167850 -          | 2005 CC76              | 2 de febrer de 2005    | Kitt Peak            | Spacewatch                                          |
| 167851 -          | 2005 CJ76              | 2 de febrer de 2005    | Catalina             | CSS                                                 |
| 167852 -          | 2005 DM                | 17 de febrer de 2005   | La Silla             | A. Boattini, H. Scholl                              |
| 167853 -          | 2005 DN                | 26 de febrer de 2005   | Gnosca               | S. Sposetti                                         |
| 167854 -          | 2005 ES                | 1 de març de 2005      | Altschwendt          | W. Ries                                             |
| 167855 -          | 2005 ET                | 1 de març de 2005      | Vicques              | M. Ory                                              |
| 167856 -          | 2005 ED9               | 2 de març de 2005      | Kitt Peak            | Spacewatch                                          |
| 167857 -          | 2005 EE10              | 2 de març de 2005      | Kitt Peak            | Spacewatch                                          |
| 167858 -          | 2005 EN10              | 2 de març de 2005      | Kitt Peak            | Spacewatch                                          |
| 167859 -          | 2005 EV12              | 2 de març de 2005      | Catalina             | CSS                                                 |
| 167860 -          | 2005 EG18              | 3 de març de 2005      | Catalina             | CSS                                                 |
| 167861 -          | 2005 EV19              | 3 de març de 2005      | Catalina             | CSS                                                 |
| 167862 -          | 2005 EB20              | 3 de març de 2005      | Catalina             | CSS                                                 |
| 167863 -          | 2005 EW21              | 3 de març de 2005      | Catalina             | CSS                                                 |
| 167864 -          | 2005 ED22              | 3 de març de 2005      | Catalina             | CSS                                                 |
| 167865 -          | 2005 EV22              | 3 de març de 2005      | Catalina             | CSS                                                 |
| 167866 -          | 2005 EX22              | 3 de març de 2005      | Catalina             | CSS                                                 |
| 167867 -          | 2005 EC23              | 3 de març de 2005      | Catalina             | CSS                                                 |
| 167868 -          | 2005 EE27              | 3 de març de 2005      | Catalina             | CSS                                                 |
| 167869 -          | 2005 EK27              | 3 de març de 2005      | Catalina             | CSS                                                 |
| 167870 -          | 2005 EP27              | 3 de març de 2005      | Catalina             | CSS                                                 |
| 167871 -          | 2005 ER27              | 3 de març de 2005      | Catalina             | CSS                                                 |
| 167872 -          | 2005 ED28              | 3 de març de 2005      | Catalina             | CSS                                                 |
| 167873 -          | 2005 EJ28              | 3 de març de 2005      | Catalina             | CSS                                                 |
| 167874 -          | 2005 ED29              | 3 de març de 2005      | Catalina             | CSS                                                 |
| 167875 -          | 2005 EV29              | 2 de març de 2005      | Calvin-Rehoboth      | Calvin College                                      |
| 167876 -          | 2005 EA33              | 3 de març de 2005      | Catalina             | CSS                                                 |
| 167877 -          | 2005 EH35              | 3 de març de 2005      | Kitt Peak            | Spacewatch                                          |
| 167878 -          | 2005 EA36              | 4 de març de 2005      | Catalina             | CSS                                                 |
| 167879 -          | 2005 EJ36              | 4 de març de 2005      | Catalina             | CSS                                                 |
| 167880 -          | 2005 EW37              | 4 de març de 2005      | Kitt Peak            | Spacewatch                                          |
| 167881 -          | 2005 ET39              | 1 de març de 2005      | Kitt Peak            | Spacewatch                                          |
| 167882 -          | 2005 EG44              | 3 de març de 2005      | Kitt Peak            | Spacewatch                                          |
| 167883 -          | 2005 EQ45              | 3 de març de 2005      | Kitt Peak            | Spacewatch                                          |
| 167884 -          | 2005 ES45              | 3 de març de 2005      | Kitt Peak            | Spacewatch                                          |
| 167885 -          | 2005 EA47              | 3 de març de 2005      | Kitt Peak            | Spacewatch                                          |
| 167886 -          | 2005 EK48              | 3 de març de 2005      | Catalina             | CSS                                                 |
| 167887 -          | 2005 EP49              | 3 de març de 2005      | Catalina             | CSS                                                 |
| 167888 -          | 2005 EQ61              | 4 de març de 2005      | Socorro              | LINEAR                                              |
| 167889 -          | 2005 EY64              | 4 de març de 2005      | Socorro              | LINEAR                                              |
| 167890 -          | 2005 EO67              | 4 de març de 2005      | Socorro              | LINEAR                                              |
| 167891 -          | 2005 ET68              | 7 de març de 2005      | Socorro              | LINEAR                                              |
| 167892 -          | 2005 ED69              | 7 de març de 2005      | Socorro              | LINEAR                                              |
| 167893 -          | 2005 EK69              | 7 de març de 2005      | Socorro              | LINEAR                                              |
| 167894 -          | 2005 EU70              | 4 de març de 2005      | Socorro              | LINEAR                                              |
| 167895 -          | 2005 EB73              | 2 de març de 2005      | Catalina             | CSS                                                 |
| 167896 -          | 2005 EO76              | 3 de març de 2005      | Kitt Peak            | Spacewatch                                          |
| 167897 -          | 2005 EM77              | 3 de març de 2005      | Catalina             | CSS                                                 |
| 167898 -          | 2005 EP78              | 3 de març de 2005      | Catalina             | CSS                                                 |
| 167899 -          | 2005 ED79              | 3 de març de 2005      | Catalina             | CSS                                                 |
| 167900 -          | 2005 EO80              | 4 de març de 2005      | Kitt Peak            | Spacewatch                                          |
| 167901-168000     |                        |                        |                      |                                                     |
| 167901 -          | 2005 EZ83              | 4 de març de 2005      | Catalina             | CSS                                                 |
| 167902 -          | 2005 ET89              | 8 de març de 2005      | Socorro              | LINEAR                                              |
| 167903 -          | 2005 EU89              | 8 de març de 2005      | Anderson Mesa        | LONEOS                                              |
| 167904 -          | 2005 EP91              | 8 de març de 2005      | Kitt Peak            | Spacewatch                                          |
| 167905 -          | 2005 EZ95              | 3 de març de 2005      | Catalina             | CSS                                                 |
| 167906 -          | 2005 EG96              | 3 de març de 2005      | Catalina             | CSS                                                 |
| 167907 -          | 2005 EB97              | 3 de març de 2005      | Catalina             | CSS                                                 |
| 167908 -          | 2005 EJ97              | 3 de març de 2005      | Catalina             | CSS                                                 |
| 167909 -          | 2005 EP98              | 3 de març de 2005      | Catalina             | CSS                                                 |
| 167910 -          | 2005 EU99              | 3 de març de 2005      | Catalina             | CSS                                                 |
| 167911 -          | 2005 ES100             | 3 de març de 2005      | Catalina             | CSS                                                 |
| 167912 -          | 2005 ED101             | 3 de març de 2005      | Catalina             | CSS                                                 |
| 167913 -          | 2005 EH102             | 3 de març de 2005      | Catalina             | CSS                                                 |
| 167914 -          | 2005 EO102             | 3 de març de 2005      | Kitt Peak            | Spacewatch                                          |
| 167915 -          | 2005 EG108             | 4 de març de 2005      | Catalina             | CSS                                                 |
| 167916 -          | 2005 ER108             | 4 de març de 2005      | Catalina             | CSS                                                 |
| 167917 -          | 2005 EB111             | 4 de març de 2005      | Mount Lemmon         | Mount Lemmon Survey                                 |
| 167918 -          | 2005 EF112             | 4 de març de 2005      | Socorro              | LINEAR                                              |
| 167919 -          | 2005 EB118             | 7 de març de 2005      | Socorro              | LINEAR                                              |
| 167920 -          | 2005 ED118             | 7 de març de 2005      | Socorro              | LINEAR                                              |
| 167921 -          | 2005 ET118             | 7 de març de 2005      | Socorro              | LINEAR                                              |
| 167922 -          | 2005 EE120             | 8 de març de 2005      | Kitt Peak            | Spacewatch                                          |
| 167923 -          | 2005 EO128             | 9 de març de 2005      | Kitt Peak            | Spacewatch                                          |
| 167924 -          | 2005 EN131             | 9 de març de 2005      | Mount Lemmon         | Mount Lemmon Survey                                 |
| 167925 -          | 2005 ED134             | 9 de març de 2005      | Mount Lemmon         | Mount Lemmon Survey                                 |
| 167926 -          | 2005 EB142             | 10 de març de 2005     | Catalina             | CSS                                                 |
| 167927 -          | 2005 EG143             | 10 de març de 2005     | Catalina             | CSS                                                 |
| 167928 -          | 2005 EJ157             | 9 de març de 2005      | Mount Lemmon         | Mount Lemmon Survey                                 |
| 167929 -          | 2005 EF160             | 9 de març de 2005      | Mount Lemmon         | Mount Lemmon Survey                                 |
| 167930 -          | 2005 ET160             | 9 de març de 2005      | Mount Lemmon         | Mount Lemmon Survey                                 |
| 167931 -          | 2005 ER168             | 11 de març de 2005     | Mount Lemmon         | Mount Lemmon Survey                                 |
| 167932 -          | 2005 EH171             | 7 de març de 2005      | Socorro              | LINEAR                                              |
| 167933 -          | 2005 EF172             | 7 de març de 2005      | Socorro              | LINEAR                                              |
| 167934 -          | 2005 EK173             | 8 de març de 2005      | Anderson Mesa        | LONEOS                                              |
| 167935 -          | 2005 EJ174             | 8 de març de 2005      | Kitt Peak            | Spacewatch                                          |
| 167936 -          | 2005 EX176             | 8 de març de 2005      | Mount Lemmon         | Mount Lemmon Survey                                 |
| 167937 -          | 2005 EA177             | 8 de març de 2005      | Mount Lemmon         | Mount Lemmon Survey                                 |
| 167938 -          | 2005 EQ177             | 8 de març de 2005      | Mount Lemmon         | Mount Lemmon Survey                                 |
| 167939 -          | 2005 EV178             | 9 de març de 2005      | Anderson Mesa        | LONEOS                                              |
| 167940 -          | 2005 EJ184             | 9 de març de 2005      | Mount Lemmon         | Mount Lemmon Survey                                 |
| 167941 -          | 2005 EP185             | 10 de març de 2005     | Catalina             | CSS                                                 |
| 167942 -          | 2005 EQ185             | 10 de març de 2005     | Catalina             | CSS                                                 |
| 167943 -          | 2005 EZ186             | 10 de març de 2005     | Anderson Mesa        | LONEOS                                              |
| 167944 -          | 2005 EY189             | 11 de març de 2005     | Mount Lemmon         | Mount Lemmon Survey                                 |
| 167945 -          | 2005 EC194             | 11 de març de 2005     | Mount Lemmon         | Mount Lemmon Survey                                 |
| 167946 -          | 2005 EC202             | 8 de març de 2005      | Socorro              | LINEAR                                              |
| 167947 -          | 2005 EC206             | 13 de març de 2005     | Catalina             | CSS                                                 |
| 167948 -          | 2005 ER210             | 4 de març de 2005      | Kitt Peak            | Spacewatch                                          |
| 167949 -          | 2005 EX212             | 4 de març de 2005      | Mount Lemmon         | Mount Lemmon Survey                                 |
| 167950 -          | 2005 EX218             | 10 de març de 2005     | Anderson Mesa        | LONEOS                                              |
| 167951 -          | 2005 EK219             | 10 de març de 2005     | Mount Lemmon         | Mount Lemmon Survey                                 |
| 167952 -          | 2005 EY219             | 10 de març de 2005     | Siding Spring        | SSS                                                 |
| 167953 -          | 2005 EC223             | 10 de març de 2005     | Catalina             | CSS                                                 |
| 167954 -          | 2005 EX223             | 14 de març de 2005     | Mount Lemmon         | Mount Lemmon Survey                                 |
| 167955 -          | 2005 EZ240             | 11 de març de 2005     | Catalina             | CSS                                                 |
| 167956 -          | 2005 EV242             | 11 de març de 2005     | Catalina             | CSS                                                 |
| 167957 -          | 2005 EC245             | 11 de març de 2005     | Kitt Peak            | Spacewatch                                          |
| 167958 -          | 2005 EX248             | 12 de març de 2005     | Mount Lemmon         | Mount Lemmon Survey                                 |
| 167959 -          | 2005 EK249             | 13 de març de 2005     | Kitt Peak            | Spacewatch                                          |
| 167960 -          | 2005 EV249             | 13 de març de 2005     | Moletai              | MAO                                                 |
| 167961 -          | 2005 EM257             | 11 de març de 2005     | Mount Lemmon         | Mount Lemmon Survey                                 |
| 167962 -          | 2005 EQ267             | 13 de març de 2005     | Kitt Peak            | Spacewatch                                          |
| 167963 -          | 2005 EM268             | 14 de març de 2005     | Mount Lemmon         | Mount Lemmon Survey                                 |
| 167964 -          | 2005 EU275             | 8 de març de 2005      | Anderson Mesa        | LONEOS                                              |
| 167965 -          | 2005 EZ275             | 8 de març de 2005      | Anderson Mesa        | LONEOS                                              |
| 167966 -          | 2005 EE277             | 9 de març de 2005      | Anderson Mesa        | LONEOS                                              |
| 167967 -          | 2005 EX277             | 9 de març de 2005      | Socorro              | LINEAR                                              |
| 167968 -          | 2005 EV278             | 9 de març de 2005      | Mount Lemmon         | Mount Lemmon Survey                                 |
| 167969 -          | 2005 ED287             | 13 de març de 2005     | Mount Lemmon         | Mount Lemmon Survey                                 |
| 167970 -          | 2005 EL291             | 10 de març de 2005     | Catalina             | CSS                                                 |
| 167971 -          | 2005 EF303             | 11 de març de 2005     | Kitt Peak            | M. W. Buie                                          |
| 167972 -          | 2005 FB1               | 16 de març de 2005     | Catalina             | CSS                                                 |
| 167973 -          | 2005 FB4               | 18 de març de 2005     | Socorro              | LINEAR                                              |
| 167974 -          | 2005 FN10              | 17 de març de 2005     | Catalina             | CSS                                                 |
| 167975 -          | 2005 GY6               | 1 d'abril de 2005      | Kitt Peak            | Spacewatch                                          |
| 167976 -          | 2005 GS8               | 1 d'abril de 2005      | Goodricke-Pigott     | V. Reddy                                            |
| 167977 -          | 2005 GC10              | 1 d'abril de 2005      | Anderson Mesa        | LONEOS                                              |
| 167978 -          | 2005 GE10              | 4 d'abril de 2005      | Desert Eagle         | W. K. Y. Yeung                                      |
| 167979 -          | 2005 GH16              | 2 d'abril de 2005      | Mount Lemmon         | Mount Lemmon Survey                                 |
| 167980 -          | 2005 GL16              | 2 d'abril de 2005      | Mount Lemmon         | Mount Lemmon Survey                                 |
| 167981 -          | 2005 GU22              | 1 d'abril de 2005      | Kitt Peak            | Spacewatch                                          |
| 167982 -          | 2005 GO29              | 4 d'abril de 2005      | Catalina             | CSS                                                 |
| 167983 -          | 2005 GT32              | 4 d'abril de 2005      | Socorro              | LINEAR                                              |
| 167984 -          | 2005 GT37              | 2 d'abril de 2005      | Siding Spring        | SSS                                                 |
| 167985 -          | 2005 GK50              | 5 d'abril de 2005      | Kitt Peak            | Spacewatch                                          |
| 167986 -          | 2005 GX66              | 2 d'abril de 2005      | Mount Lemmon         | Mount Lemmon Survey                                 |
| 167987 -          | 2005 GQ69              | 3 d'abril de 2005      | Palomar              | NEAT                                                |
| 167988 -          | 2005 GQ76              | 5 d'abril de 2005      | Mount Lemmon         | Mount Lemmon Survey                                 |
| 167989 -          | 2005 GZ85              | 4 d'abril de 2005      | Catalina             | CSS                                                 |
| 167990 -          | 2005 GW89              | 5 d'abril de 2005      | Kitt Peak            | Spacewatch                                          |
| 167991 -          | 2005 GJ95              | 6 d'abril de 2005      | Kitt Peak            | Spacewatch                                          |
| 167992 -          | 2005 GL95              | 6 d'abril de 2005      | Kitt Peak            | Spacewatch                                          |
| 167993 -          | 2005 GS103             | 9 d'abril de 2005      | Mount Lemmon         | Mount Lemmon Survey                                 |
| 167994 -          | 2005 GW109             | 10 d'abril de 2005     | Mount Lemmon         | Mount Lemmon Survey                                 |
| 167995 -          | 2005 GO116             | 11 d'abril de 2005     | Kitt Peak            | Spacewatch                                          |
| 167996 -          | 2005 GD120             | 12 d'abril de 2005     | RAS                  | A. Lowe                                             |
| 167997 -          | 2005 GV125             | 10 d'abril de 2005     | Mount Lemmon         | Mount Lemmon Survey                                 |
| 167998 -          | 2005 GC126             | 11 d'abril de 2005     | Kitt Peak            | Spacewatch                                          |
| 167999 -          | 2005 GD129             | 7 d'abril de 2005      | Socorro              | LINEAR                                              |
| 168000 -          | 2005 GY131             | 10 d'abril de 2005     | Kitt Peak            | Spacewatch                                          |